# 不可思議星球的雙胞胎公主
《不可思議星球的雙胞胎公主》是一套由HAL FILM MAKER製作的日本電視動畫作品。是BIRTHDAY公司原案，東京電視台和NAS制作的魔法少女動畫，監督是河本昇悟，總監督為佐藤順一（曾任《美少女戰士》監督）。本作講述了在某個星球上的雙胞胎公主如同一般的普通女孩成長的歷程。

## 故事概要
由birthday公司出品的原創動畫。
第一季
不可思議星球是這七個國家星系中最和平的星球，但是圍繞著星球中心太陽王國的太陽光環，突然出現異變！糟糕了！這樣下去星球會毀滅的！
這個星球中有七個不同的國家，而每一個國家都一個屬於自己的工作。其中的一個國家可以說是掌管整個不可思議星球的生亡──太陽王國。
因為太陽王國是管理不可思議星球的“太陽光環”，各國都是靠“太陽光環”的光芒和將“太陽光環”的力量變成溫暖，才能讓大家不會受凍死亡。而現在有一個星球危機，只有太陽王國的公主才能拯教這個不可思議星球！但是太陽王國的兩位雙胞胎公主──法伊恩和蓮伊恩是這個不可思議星球「有史以來最不像公主的公主」。
而這套動畫講述這兩位公主如何拯救這個星球。
第二季
法伊恩和蓮伊恩在不可思議星球拯救了「太陽光環」，並找回人與人之間的牽絆。這兩位公主離開了不可思議星球，到皇家奇蹟星球上的「皇家奇蹟學校」內就讀。這個學校內集合了想取得皇后與國王資格的各國公主與王子，是一所住宿式的學校。
在那裡，法伊恩和蓮伊恩非常想交新的朋友。但是，愛錢的主任、待人冷淡的學長和學姐、一堆令人頭痛的校規，阻礙了兩人。
再加上成績的計算方式是採取相互競爭的點數制，四周充滿競爭，更別說交朋友了。只要能夠敲響太陽鐘，就可以變身成為宇宙獨一無二的「環球公主」，但是至今沒有人能夠敲響它。沒想到，法伊恩和蓮伊恩一碰到太陽鐘，在她們頭上的鐘就突然大響，貫徹雲霄，並且出現了兩位天使，從她們的頭頂上緩緩降下，胸前掛了鐘形胸針。前次拯救了不可思議星球的雙胞胎公主，這一次擬定了一個計畫──「校園友好計畫」。她們決定用這股力量，幫忙解決學園裡各種事件和幫助同學們，來交新的朋友，並讓學園更加融洽。

## 不可思議星球
在遙遠的宇宙，有個被稱為不可思議星球的地方。是隕石撞擊後留下的空洞所形成的星球。因為隕石的光芒，而形成適合人居住的環境。
這個星球是空心的，生物生活在星球內部，由七個國家組成，其中以太陽王國為中心，月亮王國的星之泉，其泉底是和外面宇宙相連的，宇宙列車亦從此連接外太空與星球內部。這些國家間相互影響，構成星球上的生態環境。

## 七個國家的工作
- 太陽王國

主要負責將不可思議星球的中心「太陽光環」的力量輸送到各國，讓大地得到光輝。
- 月亮王國

靜靜地守護不可思議星球的夜晚，並將滿月照射的光傳送到各國。
- 焰焰王國

主要負責接收“太陽光環”力量再轉換成火焰，讓各國得到溫暖，所以這就是焰焰王國天氣炎熱的原因。
- 水滴王國

主要負責將豐富的水吸入進機器裡生產雲，讓不可思議星球得到雨水滋潤是她們的任務。
- 風車王國

利用風車傳送風和雲給其他國家。
- 種子王國

負責孕育各式各樣植物的種子，令各國有充足的食物。
- 寶石王國

產物十分豐富。主要負責發掘國家的寶石並不停生產，然後再將產物賣給其他國家，讓其他國家的生活更豐富。

## 登場人物

### 太陽王國（Sunny Kingdom）
法伊恩（Fine，配音員：日本→小島恩惠／台灣→雷碧文（第一季）、詹雅菁（第二季）／香港→吳梅→蔡雁紅（第2季））
太陽王國的公主，從來沒有勝出任何公主舞會的比賽。8歲，雙胞胎中的妹妹，小蓮伊恩5分鐘。。身高為117cm。個性非常率直，樂於助人，有勇氣去與其他人不敢接觸的人作朋友。和蓮伊恩比較起來，個性活潑好動，很喜歡吃，喜歡到處尋找美食。屬於有話就說的類型，但是非常在意朋友們的感受。經常以內心最直接的態度去和大家相處，可以很快和不認識的人打成一片，玩在一起。對關於戀愛的事情非常遲鈍。擁有一頭漂亮的紅色頭髮，平常會綁成雙馬尾的髮型。法伊恩是守護夢想和希望的赤色公主，為人開朗，運動超強，身手非凡，多次救人與自救，每一次的運動比賽法伊恩也能勝出，擁有不輸給男生的能力。常被不同運動學會邀請幫忙，曾被邀請參加體操比賽，並幫助朋友奪得冠軍。行動勇往直前，只要有蓮伊恩相伴就絕對不會輕言放棄。行動派，直直往前衝的類型，但是與生俱來的野性直覺，讓她總能在危機關頭作出反應。十分害怕幽靈鬼怪，但還是會陪蓮伊恩前往自己害怕的地方。喜歡夏恩特。雖然平日個性開朗，但看到夏恩特疑似比較信賴蓮伊恩時會感到失落，但不會說出口。開朗的個性之外，人際上內心非常細膩，會直率的道謝與道歉，總是注意現場的朋友、會幫助蓮依恩製造機會和布萊特相處。從一開始便相信艾克力柏斯不是壞人，並在舞會上發現月亮國王子受傷的位置跟艾克力柏斯一樣，開始懷疑他們是同一個人。習慣在眾人面前掩藏負面的情感，即使在對自己沒有信心的情況下，也會把蓮伊恩和同伴的感受放在第一位。曾經擔心因為自己不夠愛心所以夢幻種子才遲遲不發芽，但在面對壞人引致的暴風後，只一心想要確定大家的花沒有被吹走。是內心非常溫柔的公主。為了蓮伊恩的事情，法伊恩總會全力以付幫助她，比其他人更容易察覺到蓮伊恩的心情。擁有一種獨特的魅力去吸引所有人感化自己從前的心理，和蓮伊恩都擁有「朋友心」。在第二季中和夏恩特關係發展成如戀人般的關係，在夏恩特受傷時帶著許多朋友來幫助他。
蓮伊恩（Rein，配音員：日本→後藤邑子／台灣→楊凱凱／香港→莎拉）
太陽王國的公主，從來沒有勝出任何公主舞會的比賽。8歲，雙胞胎中的姊姊，大法伊恩5分鐘。。身高為117cm。個性溫文有禮，很喜歡幫助人，有勇氣去與其他人不敢接觸的人作朋友。擁有一顆少女心，會常常幻想關於戀愛的浪漫事情，非常嚮向戀愛的發生，喜歡華麗的舞會，每一次都十分期待能在舞會上和布萊德跳舞，也很喜歡漂亮的衣物和珠寶，喜歡打扮，是個浪漫主義者。經常以內心最直接的態度去和大家相處，可以很快和不認識的人打成一片，玩在一起。擁有一頭漂亮的藍色頭髮，平常會綁成單馬尾的髮型。蓮伊恩是守護愛和勇氣的水色公主，為人有愛心亦有勇氣，曾在寶石王國的人偶城鎮中冷靜地撫慰人偶的心靈，讓寶石國和風車國王子合作修理熱氣球故障，讓兩國王國和皇后明白王子之間的友誼。也會於混亂時牽著幼童與長者的手一起避難。行動勇往直前，只要有法伊恩相伴就絕對不會輕言放棄。不擅長運動，遇到危險時無法躲避，運動比賽排名總是靠後，行動時經常是法伊恩牽著她跑。相比溫文的個性，負面情緒時會直接說出口，不會藏在內心。在人際方面意外的粗心。動畫前期對艾克利帕斯感到戒備和厭惡，即使被救過也認為他是可疑之人並多次說他壞話，後期誤會解除後才會關心夏恩特且對救助一事道謝。很喜歡布萊德，常常幻想着自己長大後與布萊德一起發生的事，在13集擔心法伊恩的安危焦急地和波夢前往森林搜尋，看到布萊德對法伊恩的照顧而吃醋，最後忍不住和法伊恩吵架。即使在布萊德被黑暗力量操控時，認為這根本不是布萊德，對他的感情從一開始也沒有改變，和寶石公主與法伊恩一起拯救了布萊德。第二季布萊德曾以購買生日禮物給母親的名義邀請她。當法伊恩失落時，蓮伊恩總會很努力鼓勵她，令法伊恩重拾笑容，很疼愛法伊恩。喜歡拍攝和錄影，曾在學校裏做記者採訪。擁有一種獨特的魅力去吸引所有人，和法伊恩都擁有「朋友心」。
波夢（Poomo，配音員：日本→興梠里美／台灣→詹雅菁（第一季）、吳貴竹（第二季）／香港→姜麗儀）
葛瑞絲公主派出指導雙胞胎公主的精靈，是男孩子。個性正直，對愛東搞西搞的法音和蓮音會好好的監視或發怒。對正統的妖精來說沒有比自尊更重要的，但也會因雙胞胎的行為把自我給忘了。平常住在像箱子一樣的東西裡，在那奇異的空間裡藏有能看出雙胞胎的公主程度的道具「星之小瓶」（後來公主升級後變成魔法能量水晶盒），經常被雙胞胎公主當成「出氣筒」。
托爾斯（Truth，配音員：日本→羽多野涉／台灣→李景唐／香港→陳廷軒）
雙胞胎公主的爸爸。太陽王國的國王，天生是個浪漫主義者。
愛爾莎（Elsa，配音員：日本→川澄綾子／台灣→楊凱凱／香港→張雪儀）
雙胞胎公主的媽媽。太陽王國的皇后，對女兒們都十分溫婉，對任何人也溫柔，而且不時會製作飾物送給女兒，把雙胞胎公主送的禮物都做成飾物，作為成長的回憶。也送給法伊恩跟蓮伊恩飾品製造機。雖然是皇后，卻也會每天早上親自下廚給女兒們做早餐。
卡梅羅多（Camelot，配音員：日本→杉山佳壽子／台灣→詹雅菁（第一季）／香港→譚淑英）
雙胞胎公主的教育者。經常為公主偷偷溜出去的事感到氣憤，身邊有一個叫露露的見習教育人員，經常指點露露身為教育者的工作，後來得知雙胞胎公主因為要拯救這個星球，所以決心跟露露以「救援超人卡梅」的身份暗中幫助公主。
露露（Lulu，配音員：日本→おかのみさと／香港→張雪儀）
見習的教育者。喵姆爾族的一份子，任何有關教育者工作守則或關於法音和蓮音的事都會用筆記寫下（包括卡梅羅多的說話，但完全不知自己寫甚麼，到寫完才有反應）。
葛瑞絲公主（Princess Grace，配音員：日本→皆口裕子／香港→姜麗儀）
不可思議星球的傳說中曾經拯救星球的公主。每當雙胞胎公主遇上問題，都會賜予新的力量或是提供意見，只有法伊恩、蓮伊恩和波夢才能看見她。見面時會去太陽光環裡。但在漫畫中並不能主動找她的。
奧曼德（Omendo，配音員：日本→田之中勇）
分析不可思議星球氣象資料的觀測所，工作就是針對城堡下面的圖騰觀測器傳上來的資料進行分析。和卡梅羅多從小就認識。
多比（配音員：日本→泰勇氣）
喵姆爾族的一份子。圖騰觀測儀的管理員之一。
吉兒（配音員：日本→倉田雅世）
喵姆爾族的一份子。圖騰觀測儀的管理員之一。

### 月亮王國（Moon Kingdom）
夏恩特（シェイド，Shade）
月亮王國的王子。總是穩重且冷酷的夏恩特，受到很多人仰慕，對妹妹米爾琪特別地寵愛。以神秘少年「艾克力帕斯（Eclipse）」的身份去暗中幫助雙胞胎公主，阻止大臣和同黨們的計劃。而艾克力帕斯的意思是指日蝕，他一早察覺太陽光環衰弱，並曾經想使用太陽魔法的力量去拯救不可思議星球，但後來知道只有太陽王國的公主才能變身，一直保護雙胞胎公主、多次拯救陷入危險的人們尤其是救蓮伊恩等人但依然被蓮伊恩認為是壞人，只有妹妹米爾琪知道他的真正身份。
夏恩特在月瑪莉亞女王昏迷時，協助處理國家政務，對抗大臣。在他的身份曝光之前，曾在舞台劇上對法伊恩公主行過騎士禮並被法伊恩邀請參加舞會（收錄於BD）。
前期較親近蓮伊恩，後期被法伊恩所吸引，在一季結尾舞會與法伊恩共舞。在第二季與法伊恩成為如戀人般的關係，在情人節收下她的巧克力，覺得法伊恩很重要、要好好重視，結尾甚至因害怕法伊恩失去笑容而落淚。動畫前期因星球和國家危機壓力很大，因此給人冷酷神秘的印象，實則性格溫柔體貼且幾乎沒有階級意識，有點不擅長社交，第二季與布萊德成為朋友，常常一起行動。種植藥草，夢想成為醫生。
米爾琪（Milky，配音員：日本→小島和子／香港→張雪儀）
月亮王國的公主。愛吃美食，與法伊恩非常要好，除了家人只有法伊恩能聽懂她說的話。和哥哥的默契很好，每次公主舞會都會跟法伊恩搶蛋糕。曾經取得「最佳甜品公主」名銜。
月瑪莉亞（Moon Maria，配音員：日本→潘惠子／台灣→詹雅菁／香港→莎拉）
月亮王國的女王，體弱多病。當月亮光被掩蓋時，會一直沈睡。具有可以觀察極光的動向來預知未來的能力。為了感謝雙胞胎公主拯救月亮王國，將國寶「妙鼓拉姆羽毛」贈予她們。
大臣（Roman，配音員：日本→平井啓二／台灣→李景唐／香港→陳廷軒）
月亮王國的大臣。雖然是大臣，卻想做月亮王國的國王，一直暗中搗亂。但後來知道雙胞胎公主的太陽魔法，就開始想得到太陽魔法，做不可思議星球的王者。後來雙胞胎公主的太陽魔法力量被他奪走，開始研究太陽魔法，使用暗黑魔法。後來研發成功後，被布莫吸入自己的盒裡，直到太陽光環復原。
雷吉娜（Regina）
夏恩特的座騎。非常聰明，只會聽從夏恩特的命令。
蠍子女王（Queen Scorpion，配音員：日本→森澤芙美）
住在沙漠，是隻倒立蠍子。討厭很大的聲音。
月之哥雷姆（毛恩毛恩克萊姆）（Monmon Goremu）
只有在滿月的時候才會甦醒，月之國的守護神，甦醒時會為月亮王國提供一年所需能量，並助人民達成願望。
啾巴（Chuuba，配音員：日本→吉澤希梨）
住在月之國的占卜婆婆，雖然有點可疑，不過聽說算得很準。
米亞（配音員：日本→佐藤利奈）
拉比族。為了讓大家能夠安心睡眠而乘坐氣球進行看守的工作。

### 焰焰王國（Flame Kingdom）
黎歐娜（Liona，配音員：日本→福圓美里／台灣→詹雅菁／香港→張雪儀）
焰焰王國的公主，是迪奧的姊姊。能透過焰焰國的龍炎結晶感知到波龍的心。有點害羞而心地善良的女孩，曾經在雙胞胎公主的幫助下，贏得最佳微笑公主名銜。在動畫和原案設定中與法伊恩更加要好，動畫中她為了逗笑波龍表演時，法伊恩會大力稱讚她。
初登場的時候因為不習慣出現在人群前，經常會出錯，擔心會在公主舞會中跳舞時跌倒，而擅自離開焰焰王國的熱氣球，意外地跌進太陽王國的庭園內。
迪奧（Dio，配音員：日本→山崎香草（3～25話）→山田蘑菇（27話～）／台灣→劉如蘋／香港→譚淑英）
焰焰王國的王子，雖然個子矮小，是黎歐娜的弟弟。總是精神飽滿，正義感很強氣勢高的迪奧，擅長劍術。他的夢想是成為偉大的王子。經常會在雙胞胎公主遇難時出現並打算幫助他們，但每次都是剛到達就遇上意外而失敗。在焰焰國舞會被法伊恩鼓勵過，後來在月亮國舞會向法伊恩邀舞。後他稱夏恩特為師傅，夏恩特最初沒有當他為徒弟但後來很照顧他。
威爾（Will，配音員：日本→大川透／台灣→賀宇傑）
焰焰王國的國王。黎歐娜和迪奧的爸爸，存在著顆熱情的心，遇到令人興奮的事時會忍不住大聲吼叫。
妮娜（Nina，配音員：日本→前田幸惠）
焰焰王國的皇后。黎歐娜和迪奧的媽媽，除非發生重大事件平時是不易動怒的。
霍安（配音員：日本→三宅健太）
製作焰焰之國名產「焰焰炒飯」的廚師。
霹靂雷電
住在焰焰之國的狗，迪奧的坐騎。曾經為了吃波夢而到處追著他跑。
伯龍（Bo Dragon，配音員：日本→平井啟二）
生活在焰焰之國的波波邦山裏的恐龍，也是守護火焰之國的守護神。

### 水滴王國（Water Drop Kingdom）
梅洛（Milro，配音員：日本→鋤柄沙智／台灣→雷碧文（第一季）、詹雅菁（第二季）／香港→姜麗儀）
10歲。水滴王國的公主，溫柔友善但不擅長與人交談及運動，遇到危險時會唱歌給周圍的人和自己打氣，曾勝出最佳運動公主的名銜。非常怕媽媽但是為了他人會鼓起勇氣表達。和蓮伊恩在運動會上因為墊底成為互相鼓勵的夥伴，原案設定中也與蓮伊恩更加要好，動畫中蓮伊恩會注意她的煩惱，但是在風車國迷宮只有法伊恩注意到她沒有走出迷宮。相當擅長畫畫和唱歌，平常會在自己的工作室裡畫畫。原因不明，唯獨在阿南滿雪的漫畫版被寫成個性驕傲自大、想害死雙胞胎，並擁有水滴魔杖作惡。
納洛（Narlo，配音員：日本→七緒春日／台灣→詹雅菁）
水滴王國的王子，梅洛的弟弟。還只會搖搖晃晃走路，只要稍微離開視線一下，就會一個人不知走到哪裡去，讓城裡的人非常擔心。和米爾琪公主很要好。
亞莫爾（Yamul，配音員：日本→近野真昼／台灣→劉如蘋）
水滴王國的皇后。個性十分強勢，如同女王般的皇后，梅洛生性膽小，加上她的強勢，常讓梅洛很多話說不出口。
邦普（Pump，配音員：日本→林理幹／台灣→李景唐）
納洛和梅洛的爸爸。雖然是國王，卻常躲在亞莫爾的背後，一位凡事把小孩擺第一的爸爸。

### 種子王國（Seed Kingdom）
十一位公主
種子王國的公主。曾被寶石國公主誤會她們偷了項鍊，受到雙胞胎公主的幫助平反，事後法伊恩指出寶石國公主沒有向她們道歉。十一個公主每一個人都各自有不同的個性和專長，其中有叫過名字的只有歌佳兒跟依雪兒，因為雙胞胎公主相助，勝出最佳裝飾公主舞會。阿南滿雪的漫畫中最佳飾品公主由雙胞胎公主獲勝，因此只和其他公主並列盛裝公主（得到雙胞胎公主的日光魔法幫助）。官方用以日文發音的1-11，以花名將十一位公主分別命名為Nina, Shiyon, Quarry, Saya, Joiner, Nursya, Loloa, Gorchel, Harney, Ichele, Julia。
索羅（Solo，配音員：日本→松本幸／台灣→楊凱凱（第一季）、詹雅菁（第二季）／香港→譚淑英）
種子王國的王子。11位公主的弟弟，相當受寵愛。第二季擔心自己比不上其他國家的王子而努力訓練自己。
芙拉亞（Flower，配音員：日本→堀裕美子）
種籽王國的皇后。能夠牽制並幫助急躁的國王。
金格（King，配音員：日本→平野俊隆）
種籽王國的國王。喜歡戴比自己身高還要高的帽子，常常因急躁的性格容易造成武斷而發生錯誤，說話時每句都會加上尾音「達尼」。曾先後被變成猴子的法伊恩以及猴子國王所救，解除與猴子們的誤會。

### 寶石王國（Jewelry Kingdom）
布萊德（Bright，配音員：日本→柿原徹也／台灣→賀宇傑（第一季）、李景唐（第二季）／香港→譚淑英→李凱傑（第2季））
寶石王國的王子，阿魯蒂莎的哥哥。擅長社交，總是帶著燦爛的笑容，大家所景仰的王子，英俊挺拔又擅長跳舞，從使劍到操控熱氣球都非常熟稔的優等生。但因為連累雙胞胎失去日光魔法而非常自責，受大臣的利用給黑暗控制，最後被雙胞胎公主所拯救和感動。動畫裡一開始就被法伊恩吸引，從此對法伊恩抱著很深的戀慕，但總是被避開。被黑暗魔法控制時仍執著於法伊恩並希望法伊恩理解他，最後是由妹妹與雙胞胎公主把他從黑暗魔法中喚醒，尤其感謝蓮伊恩救了他，一季結尾的舞會選擇和蓮伊恩共舞。第二季和蓮伊恩關係拉近許多，並收下她的巧克力，但蓮伊恩表示還不是情侶關係。相比第一季，第二季的布萊德更加穩重。
阿爾泰莎（Altarsia，配音員：日本→水橋香織／台灣→劉如蘋／香港→姜麗儀）
寶石王國的公主，布萊德的妹妹。總是穿戴著自誇的大寶石，自尊心非常高，不喜歡輸且任性，經常會和其他國家的公主吵架，唯獨吵不贏風車國的蘇菲公主。對自我的要求很高，總是非常努力的練習想成為有最佳公主。非常喜歡哥哥，時常為他擔心。最後勝出最佳舞蹈公主舞會。
看不慣雙胞胎公主的散漫，雙方前期經常吵架，在火災被雙胞胎拯救之後改觀，但後來因為哥哥受黑暗控制，決心協助雙胞胎公主拯救不可思議星球。最後一場公主舞會前接受了一直喜歡她的奧拉。
亞隆（Aaron，配音員：日本→小野大輔）
寶石王國的國王。喜歡創作物品，經常埋首研究新東西。
卡美莉亞（Camellia，配音員：日本→七緒春日／台灣→詹雅菁）
寶石王國的皇后。總是穿戴著華麗的禮服和寶石，最喜歡參加豪華的派對。個性虛榮，阿爾泰莎自負的個性便是出自她的真傳。
賽瑞爾斯（Sirius，配音員：日本→川津泰彥）
寶石之國一流的寶石設計者，在巴塔芙拉的決鬥當中，幫助雙胞胎公主。
蝴蝶夫人（Ms. Butterfly，配音員：日本→寺田はるひ）
寶石之國一流的寶石設計師，在華麗飾品對決中與賽瑞爾斯一決勝負。

### 風車王國（Windmill Kingdom）
蘇菲（Sophie，配音員：日本→佐藤利奈／台灣→詹雅菁（第一季）、吳貴竹（第二季）／香港→張雪儀）
風車王國的公主，是奧拉的妹妹，有些天然呆而坦率，是雙胞胎公主的朋友，非常欣賞阿爾泰莎。非常擅長唱歌，會對著剛剛生出的妹妹和弟弟 （页面存档备份，存于）唱搖籃曲，總喜歡和阿爾泰莎鬥嘴，但蘇菲認為是聊天，因保護阿爾泰莎的作品而在最佳花藝公主舞會中勝出。第二季兩人常常一起說相聲，在情人節時阿爾泰莎收下自己的巧克力感到非常開心。
奧拉（Auler，配音員：日本→下野紘／台灣→楊凱凱／香港→吳梅）
風車王國的王子，是蘇菲的哥哥，兄妹感情很好。用劍的好手，也會唸書，是全國的女孩子憧憬的對象。在布萊德提醒之後發現雙胞胎公主獨特的優點。對操控熱氣球有充分的自信。喜歡阿爾泰莎，第二季收到了她的情人節巧克力，和妹妹同樣感到十分幸福。
南達（Randa，配音員：日本→加藤将之／台灣→李景唐）
風車王國的國王。擁有態度強硬而認真的性格。
愛蕾娜（Elena，配音員：日本→〆野潤子）
風車王國的皇后。擅長育兒，會把小孩捲包在長耳朵中養育。

### 其他
妖精布莫（Boomo，配音員：日本→雪路／台灣→詹雅菁／香港→張雪儀）
跟波夢一樣同屬妖精。但性情卻與波夢相反，總是利用黑暗力量迷惑別人的心智，在動畫中是這個作品的幕後大黑手。在後期出現，迷惑布萊德並與他一起作惡，和波夢一樣冒冒失失的。後來喜歡海洋王國的珍珠公主，背叛了布萊德，甚至為了她而幫助雙胞胎公主，內心黑暗的力量亦因此消失。
珍珠公主（Pearl，配音員：日本→宍戶留美／台灣→劉如蘋／香港→張雪儀）
海洋王國的公主，堅強又陽光。身形跟種子王國的人民一樣細小，最大的心願是每個人都露出開心的樣子。本身也能使用「海洋魔法」，是繼雙胞胎公主之後，動畫中第三位會使用魔法的公主。
黑暗水晶的力量
讓不可思議星球的太陽光環力量衰退的幕後黑手。它把自己注入布萊德的體內，讓布萊德變得邪惡，當人越悲傷越絕望的時候，能量就會增強。雙胞胎公主後來靠終極日光魔法，最終將它轟出星球外。
那吉紐（Naginyo，配音員：日本→矢薙直樹／台灣→賀宇傑／香港→陳廷軒）
吟遊詩人。葛瑞絲公主的使者，喜歡邊吟詩邊演奏豎琴，詩文作品極長。在整個星球擁有許多女性粉絲，包括卡梅羅多。

## 第二季登場人物
※部分由辛夏奇版翻譯，可同步參照日本官方網站之描述。
※部分曾經第一季登場過的大致上人物介紹描述差不多，稍微有所不同介紹。
蓮伊恩的天使 QQ（Kyukyu）（配音員：日本→佐藤利奈）
從太陽徽章誕生出來的青色天使，蓮伊恩的天使。對很多事情都感好奇，喜歡冰淇淋。
法伊恩的天使 PP（Pyupyu）（配音員：日本→金田朋子）
從太陽徽章誕生出來的粉色天使，法伊恩的天使。對很多事情都感好奇，喜歡冰淇淋。
湯馬（Tom，配音員：日本→立花慎之介／台灣→李景唐）
萬聖星球的王子，學生會副會長。曾經受到愛德華控制，因此使用暗黑魔法來攻擊雙胞胎公主，在第16話變好了。
教務主任（配音員：台灣→李景唐）
皇家奇蹟學校的教務主任，常接受依莉莎白送的值錢物品。喜歡黑漆漆校長，在第52話升任為皇家奇蹟學校校長的代理見習生。
楊洋（Yayan）
一直跟教務主任在一起行動。
拉拉烏（Rarau）
一直跟教務主任在一起行動。
夏夏（Sasha）
依莉莎白的隨從，是依莉莎白青梅竹馬的朋友。聽從依莉莎白的命令並為其做事。
卡拉（Kara）
依莉莎白的隨從，是依莉莎白青梅竹馬的朋友。聽從依莉莎白的命令並為其做事。
依莉莎白（Elizabeth-ta，配音員：日本→丸山優子／台灣→劉如蘋／香港→顧詠雪）
名人星球的公主。出手闊綽但有些缺乏常識，從未欺負同學，好奇雙胞胎公主為何受人歡迎而常與她們一起行動。喜歡凡格，在情人節努力做出巧克力給他。
瑪琪（Machi，配音員：日本→加藤奈奈繪／台灣→楊凱凱）
風紀星球的公主，風紀委員。經常緊盯著雙胞胎公主的一舉一動，看到雙胞胎公主有違規的行為時會給予扣分，因為出生於風紀星球，所以會對校規特別注意，絲毫對不通容。
諾傑（Noche，配音員：日本→升望／台灣→劉如蘋／香港→顧詠雪）
音樂星球的王子，有著高明的音樂才能，很會拉小提琴，但個性有些膽小愛哭。喜歡法伊恩，法伊恩被自己父親逼婚的時候勇敢站出來，結局明白戀情沒有希望，祝福法伊恩能幸福。
希風（Shiffon，配音員：日本→加藤英美里／台灣→吳貴竹）
天才星球的公主。超級天才兒童的學生會會長。因對雙胞胎公主感到好奇，而自願與她們一隊，組成雙子星組，禪是「真是不可思議」。
譚芭．琳（Tanba Rin，配音員：日本→澤口千惠／台灣→詹雅菁）
種子王國出身，因此老師的身體很小。是雙胞胎公主、低年級A班的班主任。
蕾莫（Lemon）
搞笑星球的公主，是梅隆的妹妹。擁有搞笑天分，獲賜黃金折扇。原本看中蓮伊恩、法伊恩的搞笑才華，想和他們一組，最後和阿魯蒂莎、蘇菲一組。
梅隆（Melon，配音員：台灣→李景唐）
搞笑星球的王子，是蕾莫的哥哥。搞笑才能樣樣好，但妹妹蕾莫卻略勝一籌。
班．喬（Ben . Jo）
皇家奇蹟學校的導師，低年級B班(布萊德、迪奧、奧拉、梅洛、十一位種子公主)的班主任，喜歡譚芭．琳老師，對譚芭．琳老師非常關心。
凡格（Fango）
墮落星球的王子。在學校幾乎從不說任何一句話。原本對蓮伊恩心動，後來和依莉莎白互相喜歡。
卡蘿莉（Carory，配音員：台灣→楊凱凱）
喜歡運動的女子，贏過男生的比賽，達利能夠想著那女生的那一方面。喜歡達利。
達利（Tally）
非常有元氣的足球少年，起初只是將卡蘿莉當作勁敵，但在卡蘿莉送他手鍊之後，發現自己也喜歡卡蘿莉。
葛雷松（Kurosen）
皇家奇蹟學校的園丁。當訓導主任罵法伊恩或蓮伊恩時，會協助幫忙。
亞絲琳（Ashley）
毎日在努力規劃工作，喜歡運動的女生。卡洛琳、黎歐娜在所屬同一組。
赫蒲（Harper）　配音員：台灣→楊凱凱
為索羅的應援團，在遇上危機被索羅拯救後，喜歡上了索羅。
羅絲瑪莉（Rosemary，配音員：台灣→劉如蘋）
恐怖星球的公主，很喜歡神秘現象。跟蓮音、法音一起在舊宿舍探索。
宇宙教育委員會理事
期待的來皇家神奇學園查訪，會搖動尾巴來表示目前的心情。
門多·林（Mando Rin）
種子之國出身，是譚芭．琳的導師，為學生非常熱心教學的導師。
梅露芭（Merupa，配音員：日本→前田愛）
關心星球的公主，黎歐娜的朋友，個性體貼且熱愛幫助人，但曾因熱心使同學被扣分，沮喪之餘封閉了自己的內心，後來在照顧奇蹟龍的過程中受到了黎歐娜、雙胞胎及其他同學的幫助，而重新敞開心胸。
菲傑（Fyucha）
熱心研究的科學部長，在法伊恩的協力之下，完成了放屁實驗。
那賓斯奇（Nabinsuki）
曾受到愛德華的魔力操控，並擾亂特洛瓦及法伊恩的練習。
普利耶（Purie）
嚴格且有心又溫柔的舞蹈老師，創造出魅惑的必殺技「普利跳躍」。
特洛瓦（Torowa，配音員：台灣→劉如蘋）
舞蹈星球的公主。在舞蹈比賽跟法伊恩以心型比賽隊伍・普利耶出場。
拉修（Rasshu）
電影監督，皇家奇蹟學校在這部影片中出演的依賴學莉。希望能夠拍出讓大家都能感受到快樂的作品。
帕斯提（Pasuteru）
藝術星球的王子，皇家奇蹟學校美術社的社長，喜歡梅洛，在回去故鄉前向梅洛告白。
希爾斯（Hiruzu）
豪華星球的王子，在皇家奇蹟學校舉辦公主派對，從中選擇蓮伊恩當新娘，但被拒絕了。
愛德華（Edward，配音員：台灣→李景唐／香港→何承駿）
皇家奇蹟學校為祈求學校和平所畫的王子畫像。但因與他一起畫出來的公主畫像失蹤，感到十分孤單，曾操控當時內心同樣也感到寂寞的湯馬，並從中破壞雙胞胎公主的「校園友好計劃」。
最後在「豪華環球公主」的力量下恢復了原來的模樣，但在第30話中BB將他重新召喚出來，並取名為「愛德琴」（但變成了豬的樣子）。在第52話重新變回愛德華王子。
BB（Bibin）（配音員：日本→白鳥由里／台灣→劉如蘋／香港→顧詠雪）
黑漆漆星球的公主，夢想是成為黑漆漆星球之女王。為了通過黑漆漆學校的畢業考試，而培育不快樂小種子，希望能取得最大的不快樂果。
黑漆漆校長（配音員：楊凱凱（臺灣））
黑漆漆星球黑漆漆學校的校長。從黑漆漆星球來看BB的樣子。最後變成純潔學園長。動畫中有透露其實本來就是白藹藹校長，因為受到黑暗力量影響而變成散布不快樂的黑漆漆校長。在BB入學時因對方眼中的純真而打動了真心，因此特別照顧BB。

## 公主舞會（第一季）

### 公主舞會
| 回數 | 話數 | 地方     | 部門 | 冠軍公主         | 備註                                                                                                |
| ---- | ---- | -------- | ---- | ---------------- | --------------------------------------------------------------------------------------------------- |
| 1    | 1    | 太陽王國 | 微笑 | 黎歐娜           | |
| 2    | 5    | 焰焰王國 | 飾物 | 種子王國11位公主 | |
| 3    | 10   | 寶石王國 | 甜品 | 米爾琪           | |
| 4    | 17   | 種子王國 | 運動 | 梅洛             | |
| 5    | 25   | 月亮王國 | 插花 | 蘇菲             | 因蘇菲保護阿爾泰莎插花別受蝗蟲破壞而獲取勝利                                                        |
| 6    | 36   | 水滴王國 | 藝術 | （沒有）         | 亞莫爾皇后曾頒給阿爾泰莎，但阿爾泰莎拒絶接受獎項                                                    |
| 7    | 45   | 風車王國 | 舞蹈 | 阿爾泰莎         | 布萊德王子頒給法伊恩，但法伊恩及眾人則頒阿爾泰莎； 而阿爾泰莎則稱獲獎是奧拉的功勞，井把獎牌交給奧拉 |

### 焰焰才藝大會
| 回數 | 話數 | 地方     | 部門     | 冠軍公主 | 備註                                                  |
| ---- | ---- | -------- | -------- | -------- | ----------------------------------------------------- |
| 年度 | 40   | 焰焰王國 | 才藝大會 | 阿爾泰莎 | 阿爾泰莎以「救命啊」(傷腦筋) 舞表演使伯龍笑，因而獲勝 |

## 學校加減分規定 (第二季)
- 皇家奇蹟學校共有10本書的規定，後在第43話後期減少至只有一本書的規定。當分數扣至-100分，將被勒令退學；當分數達100分，就能參加畢業考試。
- 新生在入學時會有10分。若被扣滿分數勒令退學，該名學生仍有一天寬限期，爭取加分以避免被迫退學 (如做為校爭光的事情) 。
- 課堂全以分組對抗形式進行按小組若能取得好成績，全組加分；成綪不好的，全組扣分。組別來，以雙子公主所屬之低年級A班為例，以2-3人為一組，主要分有下述組別︰

| 組別名稱 | 成員構成               |
| -------- | ---------------------- |
| 雙子組   | 法伊恩、蓮伊恩、希風   |
| 森巴組   | 卡蘿莉、亞絲琳、黎歐娜 |
| 寶石組   | 阿爾泰莎、蕾莫、蘇菲   |
| 名流組   | 伊莉莎白、夏夏、卡拉   |
| ---      | 夏恩特、諾傑、索羅     |
| ---      | 達利、多瑪             |
| ---      | 羅絲瑪莉、赫蒲         |

### 學校扣分表
| 雙子公主 扣分次序 | 出現話數              | 扣分項目                             | 扣分分數       | 實例                                       | 扣分執行者         | 雙子公主 被扣後的總分 | 備註 |
| ----------------- | --------------------- | ------------------------------------ | -------------- | ------------------------------------------ | ------------------ | --------------------- | --- |
| ---               | 1                     | 對沒有笑的價值的東西笑               | ---            | 諾傑                                       | 教務主任           | ---                   | 只提及禁止，沒有說明扣分數值。 |
| ---               | 1                     | 禁止說多餘的話                       | ---            | 雙子公主                                   |                    |                       | 校規第123條規定。沒有說明扣分數值。                                                                                                   |
| ---               | 1                     | 禁止分發名片                         | ---            | 雙子公主                                   |                    |                       | 校規第3472條規定。沒有說明扣分數值。                                                                                                  |
| ---               | 1                     | 辯駁高年級生                         | ---            | 雙子公主                                   |                    |                       | 沒有說明扣分數值。 |
| 1                 | 1                     | 隨意塗鴉                             | -5             | 雙子公主                                   |                    | 5                     | |
| ---               | 1                     | 不馬上停難聽的音樂                   | 退學           | 諾傑                                       |                    |                       | |
| 2                 | 2                     | 擅自進入異性宿室                     | -1             | 雙子公主被扣1次                            | 瑪琪               | 4                     | 希風以首日新生不熟習學校環境理由求情，但不成功。                                                                                      |
| 35                | 38                    | 擅自進入異性宿室                     | -1             | 黎歐娜、蘇菲、阿爾泰莎及雙子公主 各被扣1次 | 瑪琪               | -68                   | |
| ---               | 44                    | 擅自進入異性宿室                     | -1             | 雙子公主、夏夏及卡拉                       | ---                | ---                   | 由於未被瑪琪發現，因此沒有被扣分。 |
| ---               | 2                     | 太過吵鬧                             | -1             | ---                                        | ---                | ---                   | 未有公佈實際扣分值，此為參照走廊大聲說話、大聲笑的扣分值。                                                                            |
| ---               | 3、4、13、 24、28、38 | 遲到                                 | -1             | ---                                        | ---                | ---                   | |
| 3                 | 4 (音樂堂)            | 上課時使用魔法                       | -5             | 雙子星組被扣1次                            | 恩琪老師           | -1                    | 此為追加的校規。 雙子公主破學園紀錄，入學不足3天，分數跌至負分。 PP及QQ引起課堂混亂，因而被扣分。                                     |
| 4                 | 4 (數學堂)            | 上課時使用魔法                       | -5             | 雙子星組被扣1次                            | 費必達老師         | -6                    | 此為追加的校規。 雙子公主破學園紀錄，入學不足3天，分數跌至負分。 PP及QQ引起課堂混亂，因而被扣分。                                     |
| 5                 | 4 (家政堂)            | 上課時使用魔法                       | -5             | 雙子星組被扣1次                            | 歐朵借布特老師     | -11                   | 此為追加的校規。 雙子公主破學園紀錄，入學不足3天，分數跌至負分。 PP及QQ引起課堂混亂，因而被扣分。                                     |
| 7                 | 4 (理科堂)            | 上課時使用魔法                       | -5             | 雙子公主被扣18次                           | 希風               | -102                  | 因教務主任收到夏夏、卡拉的報告，加上考慮到雙子公主因幫助伊利沙伯， 而使用魔法18次，雖然非教務主任的本義，但是是次教務主任豁免扣分。   |
| 17                | 12                    | 上課時使用魔法                       | -5             | 雙子公主被扣1次                            | 教務主任           | -32                   | 雙子公主因幫助宇宙教育委員而使用魔法，被教務主任豁免扣分。                                                                            |
| 6                 | 4                     | 浪費食水                             | -1             | 雙子公主被扣1次                            | 瑪琪               | -12                   | |
| 8                 | 9                     | 車廂內進食                           | -1             | 法伊恩被扣1次                              | 瑪琪               | -13 (法伊恩)          | 由於法伊恩沒有進食香蕉，加上是難得的遠足，被湯馬豁免扣分，只作警告處理。                                                              |
| 9                 | 9                     | 令乳牛發癲                           | -1             | 雙子公主被扣1次                            | 瑪琪               | -13                   | |
| 10                | 9                     | 推倒稻草                             | -1             | 雙子公主被扣1次                            | 瑪琪               | -14                   | |
| 11                | 9                     | 玩火                                 | -1             | 雙子公主被扣1次                            | 瑪琪               | -15                   | |
| 12                | 9                     | 追逐松鼠                             | -1             | 雙子公主被扣1次                            | 瑪琪               | -16                   | |
| 13                | 9                     | 掉落水                               | -1             | 雙子公主被扣1次                            | 瑪琪               | -17                   | |
| 14                | 9                     | 欺負雀鳥                             | -1             | 雙子公主被扣1次                            | 瑪琪               | -18                   | |
| 15                | 9                     | 因在外遊期間造成較大的騷動           | 雙倍分數       | 雙子公主被扣1次                            | 教務主任           | -24                   | 被教務主任於第9話所扣分的分數的基礎上，再雙倍扣分，即再多扣6分。                                                                      |
| ---               | 10                    | 在運動會上，公然接受其他競爭者幫助   | -5             | 輔蘭全組成員扣分1次                        | 運動會裁判         | ---                   | |
| 16                | 10                    | 攜帶寵物進入學校                     | -3             | 梅露芭、黎歐娜及雙子公主被扣1次            | 教務主任           | -27                   | |
| ---               | 13、27                | 走廊跑步                             | -1             | ---                                        | ---                | ---                   | 未有公佈實際扣分值，此為參照遲到扣分值。                                                                                              |
| 18                | 17                    | 幫助其他學生                         | -50            | 全校學生均被扣1次                          | 楊洋               | -77                   | 因楊洋被黑暗魔法影響，而作出不理智的扣分，後被取消扣分決定。                                                                          |
| ---               | 22                    | 在開學典禮時，未完成暑假作業         | -10            | ---                                        | ---                | ---                   | |
| 30                | 23                    | 在開學典禮時，未完成暑假作業         | -10            | 雙子公主被扣1次                            | 瑪琪               | -60                   | |
| ---               | 22                    | 抄襲作業                             | -1             | ---                                        | ---                | ---                   | |
| 19                | 22                    | 破壞玫瑰                             | -1             | 雙子公主被扣1次                            | 瑪琪               | -25                   | 由於葛雷松園丁稱這些都是多餘的雜草要被清除，雙主公主沒有被扣分。                                                                      |
| 20                | 22                    | 遲起身                               | -1             | 雙子公主被扣1次                            | 希風               | -25                   | 起身時間遲3分鐘 |
| 21                | 22                    | 與學生會會長頂嘴                     | -1             | 雙子公主被扣1次                            | 希風               | -26                   | |
| 22                | 22                    | 之前累積未扣的分數                   | ---            | 雙子公主被扣1次                            | 希風               | -57                   | 在此之前有37分未扣的分數 |
| 23                | 22                    | 破壞温奇克銅像                       | -50            | 雙子公主被扣1次                            | 瑪琪               | -107                  | 因夏恩特、布萊德以該銅像氧化、日久失收、受黑暗力量上身影響作求情理由， 同時，希風和諾傑亦有作求情，加上校長亦認為無辜的而被豁免扣分。 |
| 24                | 23                    | 街道上亂拋垃圾                       | -1             | 雙子公主被扣1次                            | 瑪琪               | -108                  | |
| 25                | 23                    | 打爛別人商品及阻礙別人               | -1             | 雙子公主被扣3次                            | 瑪琪               | -111                  | |
| 26                | 23                    | 用油漆弄污街道                       | -1             | 雙子公主被扣1次                            | 瑪琪               | -112                  | |
| 27                | 23                    | 之前累積未扣的分數                   | ---            | 雙子公主被扣1次                            | 瑪琪               | -120                  | 在商店街仍有8分未扣的分數 |
| ---               | 23                    | 沒有按指定時間回到學校               | -1             | ---                                        | ---                | ---                   | 未有公佈實際扣分值，此為參照遲到扣分值。                                                                                              |
| 28                | 23                    | 整爛獎杯或獎牌                       | 退學           | 雙子公主被扣1次                            | 教務主任           | 退學                  | |
| ---               | 23                    | 不服從教務主任                       | 退學           | 凡格                                       | 教務主任           | ---                   | 校長以不應為學校榮耀而犠牲學生為由，教務主任取消此項決定。                                                                            |
| ---               | 28                    | 走廊大聲說話、大聲笑                 | -1             | 學校內2名學生                              | 教務主任           | ---                   | |
| 31                | 33                    | 阻礙教務主任享用下午茶時光           | -5             | 雙子公主被扣1次                            | 教務主任           | -65                   | |
| 33                | 36                    | 與希爾斯王子交談時失禮議             | -3             | 多名公主被扣1-3次                          | 豪華星球跳舞評審員 | ---                   | |
| 34                | 37                    | 在放學路上買零食                     | -2             | 雙子公主、黎歐娜、蘇菲、阿爾泰莎 各被扣1次 | 瑪琪               | -67                   | 在校外煨番薯 |
| ---               | 43                    | 不能坐在花壇邊上                     | -1             | 3位同學的其中2位同學                       | 瑪琪               | ---                   | 實質只有中間那1位同學扣分 |
| ---               | 43                    | 戴耳環                               | -1             | 3位同學中的其中1位同學                     | 瑪琪               | ---                   | |
| ---               | 43                    | 食到全身都麵包屑                     | -1             | 3位同學中的其中1位同學                     | 瑪琪               | ---                   | |
| ---               | 43                    | 頭髮弄亂                             | -1             | 瑪琪                                       | 瑪琪               | ---                   | |
| ---               | 43                    | 不能隨便接收陌生人禮物               | ---            | ---                                        | ---                | ---                   | 愛德琴曾打算將使用了黑暗魔法飾物之特製眼鏡送給瑪琪                                                                                    |
| 36                | 43                    | 在落堂時間，隨便亂食零食             | -1             | 法伊恩被扣1次                              | 瑪琪               | -69 (法伊恩)          | 蓮伊恩曾求情法伊恩仍未將食物放入口中，但不成功反被扣分。                                                                              |
| 37                | 43                    | 任何食物帶入課室是禁止的             | -1             | 蓮伊恩被扣1次                              | 瑪琪               | -69 (蓮伊恩)          | |
| ---               | 43                    | 違反之校規                           | -1             | 全校大部分同學                             | 瑪琪               | ---                   | 瑪琪借助特製眼鏡，扣除校內各同學違反之校規的分數                                                                                      |
| ---               | 43                    | 閒雜人及動物禁止進入學校             | -1 及 趕出學校 | BB和愛德琴                                 | 瑪琪               | ---                   | 瑪琪稱PP為閒雜人；愛德琴為動物。 |
| ---               | 43                    | 禁止依靠牆壁閑聊                     | -1             | 1位同學                                    | 瑪琪               | ---                   | |
| ---               | 43                    | 不可以日日食茶泡飯                   | -1             | 伊莉莎白                                   | 瑪琪               | ---                   | 由此開始，瑪琪升任為校規決策者。 瑪琪以日日食茶泡飯，對身體不好為理由，對其進行扣分。                                                 |
| ---               | 43                    | 搞笑不好笑                           | -1             | 、蕾莫、蘇菲、阿爾泰莎被扣1次              | 瑪琪               | ---                   | |
| 38                | 43                    | 禁止用報紙抺窗                       | -1             | 雙子公主、湯馬、希風被扣1次                | 瑪琪               | -70                   | 希風曾質疑沒有此校規，瑪琪稱訓導主任授序自由自訂校規之權力。                                                                          |
| ---               | 43                    | 不服從風紀長決定                     | -1             | 希風                                       | 瑪琪               | ---                   | 由扣分一刻開始，制定了此校規。 |
| 39                | 43                    | 禁止中庭裏(讓別人)跳舞               | -1             | 雙子公主被扣1次                            | 瑪琪               | -71                   | |
| ---               | 43                    | 禁止當庭跳舞                         | -1             | 雙子公主被扣1次                            | 瑪琪               | ---                   | 瑪琪只作警告提示，沒有進行扣分。 |
| 40                | 43                    | 禁止睡覺時亂踢枕頭                   | -1             | 法伊恩被扣1次                              | 瑪琪               | -72 (法伊恩)          | |
| 41                | 43                    | 禁止睡覺時胡亂放被子                 | -1             | 法伊恩被扣1次                              | 瑪琪               | -73 (法伊恩)          | |
| 42                | 43                    | 禁止睡覺時碌落床下底                 | -1             | 法伊恩被扣1次                              | 瑪琪               | -74 (法伊恩)          | |
| 43                | 43                    | 禁止與寵物一起睡覺                   | -1             | 蓮伊恩被扣1次                              | 瑪琪               | -72 (蓮伊恩)          | 瑪琪視波夢為寵物 |
| ---               | 43                    | 禁止睡覺敷面膜                       | -1             | 蘇菲、阿爾泰莎                             | 瑪琪               | ---                   | |
| ---               | 43                    | 禁止攬住折扇睡覺                     | -1             | 蕾莫                                       | 瑪琪               | ---                   | |
| ---               | 43                    | 禁止攞紙幣出黎玩                     | -1 及 沒收金幣 | 凡格                                       | 瑪琪               | ---                   | |
| ---               | 43                    | 鬍鬚亂翹                             | -1             | 教務主任                                   | 瑪琪               | ---                   | 瑪琪稱，就算老師，違反校規都要被扣分。 若負分太多，誰都會被趕出校。                                                                   |
| ---               | 43                    | 衣服爆線                             | -1             | 教務主任                                   | 瑪琪               | ---                   | 瑪琪稱，就算老師，違反校規都要被扣分。 若負分太多，誰都會被趕出校。                                                                   |
| ---               | 43                    | 靯太污濁                             | -1             | 教務主任                                   | 瑪琪               | ---                   | 瑪琪稱，就算老師，違反校規都要被扣分。 若負分太多，誰都會被趕出校。                                                                   |
| ---               | 43                    | 頭髮長了0.1厘米                      | -1             | 1位同學                                    | BB                 | ---                   | |
| ---               | 43                    | 左邊的臼齒沒有刷乾淨                 | -1             | 1位同學                                    | BB                 | ---                   | |
| ---               | 43                    | 沒有洗昨天的手帕                     | -1             | 1位同學                                    | BB                 | ---                   | |
| ---               | 43                    | 禁止在學校的雪櫃藏布丁               | -1             | 教務主任、楊洋、拉拉烏                     | BB                 | ---                   | 至少有13張扣分卡圍繞他們 |
| ---               | 43                    | 禁止郵購不需要的東西                 | -1             | 教務主任、楊洋、拉拉烏                     | BB                 | ---                   | 至少有13張扣分卡圍繞他們 |
| ---               | 43                    | 違反之新校規                         | -1             | 全校大部分同學                             | BB                 | ---                   | |
| 44                | 43                    | 不准在這裏(學校)使用魔法             | -1             | 雙子公主被扣多次                           | BB                 | >-80                  | 多於20張以上的扣一分的卡朝向雙子公主                                                                                                  |
| 46                | 43                    | 老師及同學都不可以粗魯對待學校的書本 | -1             | 雙子公主                                   | 瑪琪               | -69                   | 新校規實施後，首條被扣分的條例。 |

### 學校加分表
| 雙子公主 加分次序 | 出現話數      | 加分項目                                              | 加分分數 | 實例                            | 加分執行者         | 雙子公主 被加後的總分 | 備註                                                                                      |
| ----------------- | ------------- | ----------------------------------------------------- | -------- | ------------------------------- | ------------------ | --------------------- | ----------------------------------------------------------------------------------------- |
| ---               | 4             | 音樂堂進行隊伍比賽， 獲勝隊伍可獲加分                 | ---      | ---                             | 恩琪老師           | ---                   | 因機器故障，沒有人獲得加分。                                                              |
| ---               | 4             | 理科堂進行風力學比賽， 獲勝隊伍可獲加分               | ---      | ---                             | 艾雷斯特泰萊斯     | ---                   | 因雙子組與名流組發生意外，沒有人獲得加分。                                                |
| ---               | 17 (早上考試) | 根據各組袋子的重量來評分， 需要搶其他組的分取得更多分 | ---      | ---                             | 楊洋               | ---                   | 因比賽沒有分出勝負，變成全員不合格。                                                      |
| ---               | 17 (下午考試) | 障礙物賽跑， 根據抵達終點的先後評分                   | ---      | ---                             | 楊洋               | ---                   | 因楊洋被黑暗魔法影響，而作出不理智的考試項目， 教務主任宣佈可以放暑假，即取消了本次考試。 |
| 29                | 23            | 讓學校明白學生重要性                                  | +20      | 雙子公主被加1次                 | 校長               | -50                   |                                                                                           |
| 32                | 36            | 跳舞時讚美希爾斯王子                                  | +5       | 瑪麗公主被加1次、 BB公主被加7次 | 豪華星球跳舞評審員 | ---                   |                                                                                           |
| 45                | 43            | 43話兩天時間內， 還原各位同學出現的扣分               | 豁免扣分 | 全校同學均被豁免扣分            | 教務主任           | -68                   | 教務主任定制全新只有一本書的校規，剔除無意義的校規， 校規條訂較以往減少很多。             |

## 學校獲獎比賽(第二季)
下述列出雙子公主有參與過的學校比賽項目︰
| 回數 | 話數 | 比賽項目      | 獲勝者                                      | 備註 |
| ---- | ---- | ------------- | ------------------------------------------- | --- |
| 1    | 25   | 舞蹈比賽      | 普利耶隊 (法伊恩與特洛瓦) 、 奇幻隊 (共5人) | 兩組並列第一名 |
| 2    | 40   | 新春賽車比賽  | 笨豬頭 (愛德琴)                             | 與PP為一組，但由愛德琴 (愛德華扮演) 取得第一名 |
| 3    | 41   | 課堂 足球比賽 | 白隊                                        | 過去兩場均由紅隊獲勝，但本場由諾傑代表白隊以1:0打敗紅隊 白隊(諾傑、夏恩特、索羅、達利、阿爾泰莎、蕾莫、蘇菲等) 紅隊(法伊恩、蓮伊恩、希風、卡蘿莉、亞絲琳、黎歐娜、伊莉莎白、夏夏、卡拉等) |

## 工作人員
- 原案：Birthday
- 連載：小學館
- 總監督：佐藤順一
- 監督：河本昇悟
- 系列構成：中瀨理香
- 人物設計：數井浩子、小林明美、株式会社PLEX（部分設計）
- 機械設計：宮尾佳和、株式会社PLEX
- 道具設計：若山政志、株式会社PLEX
- 總作畫監督：小林明美、丹羽恭利、西位輝實（第28話開始）
- 美術監督：大橋由佳
- 色彩設定：川上善美
- 攝影監督：櫻田知之
- 編輯：西山茂
- 音樂：中川幸太郎
- 音響監督：本山哲
- 製作人：森村祥子、高橋知子
- 動畫製作：HAL FILM MAKER
- 製作：東京電視台、NAS

## 主題曲

### 第一季
- OP：「プリンセスはあきらめない」

歌：FLIP-FLAP／作詞：森林檎／作曲：本田洋一郎／編曲：佐藤泰將
- 香港版：「魔法奇幻變」

主唱：楊秀惠，陳美詩／作詞：鄭櫻綸／作曲：本田洋一郎／編曲：佐藤泰將
- ED1：「おしゃれファンタジー」（時髦幻想）（第1集-第28集）

歌：（小島惠 & 後藤邑子）／作詞：kenko-p／作曲、編曲：高野康弘
- ED2：「パタタタ・ルン♪」（音符記號）（第29集-第51集）

歌：（小島惠 & 後藤邑子）／作詞：森林檎／作曲：後藤冬樹／編曲：中川幸太郎

### 第二季
- OP：「キミのアシタ」（你的明天）

歌：FLIP-FLAP／作詞：森林檎／作曲、編曲：本田洋一郎
- 香港版：「夢幻組合」

歌：鄧紫棋／作詞：鄭櫻綸／作曲、編曲：本田洋一郎
- ED1：「學園天国」（1-26集）

歌：Wonder☆5／作詞：阿久悠／作曲：井上忠夫、編曲：佐橋俊彥、坂部剛
「學園天國」（特別版，在第27集播放）
歌：（小島惠 & 後藤邑子）
- 翻唱自Finger 5于1974年發表的同名音樂作品

- ED2：「ChuRuChu☆Rock」（28-51集）

歌：Wonder☆5／作詞、作曲：栗田貴司／編曲：澤口和彥
- 最終回ED：

作曲：高野康弘

## 插入曲

### 第一季
- （快樂的公主）

作詞：森林檎／作曲：水谷廣實／編曲：佐藤泰將／歌：ファイン★レイン（小島めぐみ & 後藤邑子）
- （公主．聖誕節．夜晚）

作詞：山田ひろし／作曲．編曲：中川幸太郎／歌：ファイン（小島めぐみ）、レイン（後藤邑子）、ブライト（柿原徹也）、シェイド（皆川純子）、リオーネ（福圓美里）、アルテッサ（水橋かおり）、ソフィー（佐藤利奈）、	ミルロ（すきがら沙智）
作詞、作曲、編曲：木村真也／歌：FLIP-FLAP

### 第二季
- Brand New Day（LIONE）
- （奇蹟！雙胞胎）

作詞：くろべさき／作曲：イトウミホコ／編曲：坂部剛／歌：FLIP-FLAP

## 各話列表

### 第一季
| 集數 | 日語標題                                        | 劇本       | 分鏡              | 演出         | 作畫監督            | 日本播放日    |
| ---- | ----------------------------------------------- | ---------- | ----------------- | ------------ | ------------------- | ------------- |
| 1    | とびきりスマイル☆ふたごのプリンセス             | 中瀨理香   | 佐藤順一          | 河本昇悟     | 丹羽恭利            | 2005年 4月2日 |
| 2    | メラメラの国☆はらぺこでプロミネンス             | 中瀨理香   | 佐藤順一          | 奧野耕太     | 佐藤壽子            | 4月9日        |
| 3    | ドラゴン退治☆そんなのむりむり？                 | まさきひろ | 河本昇悟          | 松本マサユキ | 塩川貴史            | 4月16日       |
| 4    | すてきなデコール☆がんばっちゃおう               | 福嶋幸典   | 玉川達文          | 玉川達文     | 西位輝實            | 4月23日       |
| 5    | 今度は優勝☆プリンセスパーティ                   | 高橋奈津子 | 井硲清高          | 井硲清高     | 江上夏樹 西部師經   | 4月30日       |
| 6    | 占いで知りたい☆エクリプスの秘密                 | 中瀨理香   | 小野勝巳          | 小野勝巳     | 石橋有希子          | 5月7日        |
| 7    | お城に帰れな〜い！☆ここほれラビラビ             | 土屋理敬   | 奧野耕太          | 奧野耕太     | 佐藤壽子            | 5月14日       |
| 8    | ゴージャスが決め手☆デコールの戦い               | 高橋奈津子 | 河本昇悟          | 筑紫大介     | 塩川貴史            | 5月21日       |
| 9    | 宝石の国☆おもちゃの町においでよ                 | 福嶋幸典   | 玉川達文          | 玉川達文     | 牧內桃子            | 5月28日       |
| 10   | お菓子を作ろう☆プリンセスパーティ               | まさきひろ | 佐藤順一          | 奧野耕太     | 西位輝實            | 6月4日        |
| 11   | マジ修行☆もっとすてきにプリンセス               | 土屋理敬   | 井硲清高          | 上田繁       | 吉田伊久雄 村上直樹 | 6月11日       |
| 12   | タネタネの国☆ちっちゃいって大変                 | 福嶋幸典   | 小野勝巳          | 小野勝巳     | 丹羽恭利            | 6月18日       |
| 13   | こわ〜い森☆ちょっぴりドキドキの体験             | 中瀨理香   | 玉川達文          | 玉川達文     | 石橋有希子 野口孝行 | 6月25日       |
| 14   | プーモの修行☆ケンカしちゃったふたご             | まさきひろ | 河本昇悟          | 筑紫大介     | 佐藤壽子            | 7月2日        |
| 15   | 月の国☆謎の招待状                               | 高橋奈津子 | 奧野耕太          | 奧野耕太     | 丹羽恭利 上田幸一郎 | 7月9日        |
| 16   | ミルキー大ピンチ☆エクリプスの正体               | 中瀨理香   | 河本昇悟 佐藤順一 | 室谷靖       | 西位輝實            | 7月16日       |
| 17   | 燃えろスポーツ！☆プリンセスパーティ             | 土屋理敬   | 宮下新平          | 小野勝巳     | 牧內桃子            | 7月23日       |
| 18   | かざぐるまの国VS宝石の国☆気球でバトル           | 福嶋幸典   | 筑紫大介          | 筑紫大介     | 佐藤壽子            | 7月30日       |
| 19   | しずくの国☆ミルロ結婚か？                       | 中瀨理香   | 玉川達文          | 玉川達文     | 石橋有希子 野口孝行 | 8月6日        |
| 20   | 海の流れ星☆誰も知らないもうひとつの国           | 高橋奈津子 | 奧野耕太          | 奧野耕太     | 西位輝實            | 8月13日       |
| 21   | おばけやしき☆絶叫プロミネンス                   | 土屋理敬   | 向中野義雄        | 向中野義雄   | 近藤優次            | 8月20日       |
| 22   | 生意気アルテッサ☆ピンチでいやいや〜ん           | 中瀨理香   | 室谷靖            | 室谷靖       | 丹羽恭利            | 8月27日       |
| 23   | 運命の種☆なかよしプリンセス！？                 | 福嶋幸典   | 筑紫大介          | 筑紫大介     | 上田幸一郎          | 9月3日        |
| 24   | かざぐるまの国☆ルーチェとっちゃだめだめ〜ん     | まさきひろ | 宮下新平          | 藤本義孝     | 佐藤壽子            | 9月10日       |
| 25   | いなごでびっくり☆プリンセスパーティ             | 吉村清子   | 奧野耕太          | 奧野耕太     | 相澤昌弘            | 9月17日       |
| 26   | 大変大変☆プロミネンスできな〜い                 | 福嶋幸典   | 玉川達文          | 玉川達文     | 石橋有希子 野口孝行 | 9月24日       |
| 27   | 黒いプーモ☆フォーチュンプリンセス               | 中瀨理香   | 河本昇悟          | 室谷靖       | 細居美惠子          | 10月1日       |
| 28   | ついにフォーチュン☆これってすごいかも           | まさきひろ | 佐藤順一          | 筑紫大介     | 丹羽恭利            | 10月8日       |
| 29   | 元気を出して☆アルテッサ                         | 中瀨理香   | 河本昇悟          | 福田貴之     | 上田幸一郎          | 10月15日      |
| 30   | しずくの国☆ニセふたご姫！？                     | 土屋理敬   | 奧野耕太          | 奧野耕太     | 若山政志            | 10月22日      |
| 31   | 宝の地図☆掘って掘って掘りまくれ                 | 高橋奈津子 | 數井浩子          | 則座誠       | 相澤昌弘 木野下澄江 | 10月29日      |
| 32   | がんばれティオ☆メラメラサンバ祭り               | 吉村清子   | 玉川達文          | 玉川達文     | 原田大基            | 11月5日       |
| 33   | ブモブモブウモ☆プモプモプーモ                   | 福嶋幸典   | 筑紫大介          | 筑紫大介     | 石橋有希子          | 11月12日      |
| 34   | 輝け！虹の泉☆ミルロの願い                       | まさきひろ | 小野勝巳          | 小野勝巳     | 細居美惠子          | 11月19日      |
| 35   | 危機一髪☆プリンセスサミット                     | 土屋理敬   | 奧野耕太          | 奧野耕太     | 上田幸一郎          | 11月26日      |
| 36   | ダークなブライト☆嵐のプリンセスパーティ         | 吉村清子   | 河本昇悟          | 福田貴之     | 丹羽恭利            | 12月3日       |
| 37   | 7つの宝を探せ☆グレイス・ストーンの秘密          | 中瀨理香   | 小野勝巳          | 長尾肅       | 森川均 金子匡邦     | 12月10日      |
| 38   | 風の谷の秘密☆ソフィーの宝物                     | 福嶋幸典   | 紅優              | 奧野耕太     | 山本正文 南伸一郎   | 12月17日      |
| 39   | パールちゃんの祈り☆クリスマスの奇跡             | 高橋奈津子 | 青木佐惠子        | 筑紫大介     | 若山政志            | 12月24日      |
| 40   | 初笑い☆メラメラ演芸会                           | 土屋理敬   | 佐山聖子          | 則座誠       | 細居美惠子          | 2006年 1月7日 |
| 41   | 爆裂ベイビー☆子育て日記                         | まさきひろ | 玉川達文          | 玉川達文     | 原田大基            | 1月14日       |
| 42   | ゲットだ満月草☆ムーンマリアを救え!              | 吉村清子   | 福田貴之          | 福田貴之     | 上田幸一郎          | 1月21日       |
| 43   | ミラクルサーカス☆とべ！ナッチ                   | 福嶋幸典   | 奧野耕太          | 奧野耕太     | 細居美惠子          | 1月28日       |
| 44   | めざせ優勝☆シャル・ウィ・ダンス？               | 土屋理敬   | 紅優              | 成川武千嘉   | 柳瀨讓二            | 2月4日        |
| 45   | 最後のパーティ☆勝利は誰の手に！？               | 中瀨理香   | 小野勝巳          | 小野勝巳     | 木野下澄江          | 2月11日       |
| 46   | 行く？行かない？☆ブライトからの招待状           | 吉村清子   | 佐山聖子          | 水本葉月     | 南伸一郎 山本正文   | 2月18日       |
| 47   | 逆転☆闇のプリンス                               | まさきひろ | 筑紫大介          | 筑紫大介     | 細居美惠子          | 2月25日       |
| 48   | 最後の宝☆恋するブウモ！？                       | 土屋理敬   | 青木佐惠子        | 奧野耕太     | 若山政志            | 3月4日        |
| 49   | みんなの心☆届け、ブライトに！                   | 福嶋幸典   | 小野勝巳          | 成川武千嘉   | 柳瀨讓二            | 3月11日       |
| 50   | 大暴走！☆ブラッククリスタル                     | 吉村清子   | 河本昇悟          | 小野勝巳     | 上田幸一郎          | 3月18日       |
| 51   | ファイナルプロミネンス☆プリンセスはあきらめない | 吉村清子   | 河本昇悟          | 奧野耕太     | 丹羽恭利            | 3月25日       |

## 第一季故事一覽
第01話：讓人驚艷的微笑☆雙胞胎公主
期待著在太陽之國舉辦的第一屆公主派對的雙胞胎公主法音和蓮音。這時火焰之國的公主蕾歐娜卻飛出熱氣球逃走了。追著裏奧奈到城外的兩人，卻被誘進了不可思議的空間，遇見傳說中的公主-葛蕾絲…
第02話：燄燄王國☆餓肚子時的日光魔法
被授與日光魔法的法伊恩及蓮伊恩。波夢告訴她們要擁有拯救星球的力量，必須累積為了人們而使用力量的修業。前往蕾歐娜所居住的燄燄王國的兩人，對於第一次造訪的燄燄王國很高興。順道去了以名產燄燄炒飯聞名的餐廳，卻看到主廚霍安在裏面煩惱著。
第03話：消滅火焰龍☆那是不可能的事啦
終於到達了裏奧奈所在的城堡的法音和蓮音。此時城中正持續燃起火焰以製造溫暖。但讓人吃驚的是據說今年還會更加的嚴寒。而最後竟然連雪都降下了，這種前所未有的事造成城內的大恐慌。這似乎是因為太陽的恩惠被波山的煙所遮蔽了。而在那裏雖然有著國家的守護神波龍，但……
第04話：神奇的飾品製造機☆加油喔
從愛爾莎那得到太陽之國代代相傳的飾品製作機的法音和蓮音。為了尋找飾品的材料到了街上遇見了喵姆爾族的吉露和達明。從吉露口中知道，在氣象觀察所工作的達明，因為熱中於工作，對於同伴們也不搭理。為了讓達明恢復精神，而舉辦了派對，然而卻發生了大事件……
第05話：這次要拿冠軍☆公主舞會
在火焰之國舉辦了第二屆公主派對。阿魯蒂莎為了炫燿自傲的寶石而前往。法音和蓮音用飾品製作機為種子之國的公主們製作了飾品，這時會場上響遍了慘叫聲。原來是阿魯蒂莎的寶石不見了。阿魯蒂莎懷疑種子之國的公主們，而這時艾克利普斯出現了…
第06話：好想知道的占卜☆艾克力帕斯的秘密
覺得艾克利普斯十分可疑的法音和蓮音，得知月之國有位準確的占卜婆婆，便趕忙用傳送模式前往月之國。被感覺很奸詐的占卜婆婆任意差遣的法音和蓮音，帶著百般不願的婆婆，讓她坐上了前往沙漠的巴士。但這時巴士在沙漠的正中央故障了。慌張的使用了紅炎魔法修理了巴士，但正在高興的時候巴士卻逕自出發了．被留在沙漠中的法音和蓮音．這時不知為何出現了艾克利普斯的身影。
第07話：無法回到城堡☆這裡是小兔族
由於紅炎魔法力量不足而回不了月之國的法音和蓮音。在等待普莫回來的期間，乘坐帆船前往敞開的巨大洞穴星星之泉。被守護星星之泉的拉比族懷疑的法音和蓮音，以侵入罪被判處三年的強制勞動。所謂的勞動是和拉比族一起挖洞。據說是因為不安定的氣候持續，寶貴的綠洲都乾枯了。無計可施只能一起挖洞的法音和蓮音，卻遭受倒立蠍子群突如其來的襲擊。
第08話：華麗是決勝關鍵☆裝飾大戰
想做出像母親愛爾莎所做的一樣美麗飾品的法音和蓮音，為了學習飾品製作而前往寶石之國的賽瑞爾斯之處。賽瑞爾斯與蝴蝶夫人正處於華麗飾品對決之中。比賽的輸家將必須退出這個城市。對於關在家中埋頭進行飾品設計開發的賽瑞爾斯，兩位公主開始試著幫助他，但賽瑞爾斯卻在途中陷入沉思……
第09話：寶石王國☆歡迎來到玩具城鎮
在寶石之國撿到人偶之城的傳單的法音和蓮音，便連忙前去為了讓不可思議星球的居民高興而製作各式各樣的人偶的城市遊玩。因最新型的人偶們表示歡迎的表演而非常開心的法音和蓮音。卻在角落發現啜泣的舊型人偶布貝特，而在那也出現艾克利普斯的可疑身影。法音和蓮音與布貝特等人偶開始遊玩，這時人偶們卻發生了驟變。
第10話：一起做甜點☆公主舞會
在寶石之國舉辦了第三屆的公主派對，這次要比賽甜食製作的技術。製作年糕聖代的法音和蓮音這次認真的將目標指向最佳甜食公主的寶座。為了幫助砂糖不夠的裏奧奈而到街上去買砂糖的兩人，卻發現阿魯蒂莎霸佔了國內所有的砂糖。法音和蓮音決定使用紅炎魔法的力量幫助放棄比賽的裏奧奈，但……
第11話：真正修行☆成為更迷人的公主
因為法音和蓮音三度錯過成為最佳公主而生氣的加梅羅特因此提案，要她們再進行比至今為止還要更嚴厲的修行。法音和蓮音下定決心，無論多麼嚴厲的訓練都絕不逃避！但是…
第12話：種籽王國☆小小的真辛苦
終於能夠外出的法音和蓮音前去種子之國遊玩。但是，不小心在種子之國的母親樹前說錯話的法音，遭到樹的詛咒變成了一只小猴子。而來到此地的猴子軍團便帶著法音消失了蹤影。慌張的蓮音前往城堡尋求幫助，但…
第13話：恐怖森林☆讓人心驚膽跳的體驗
跟著艾克利普斯在森林裏迷路的法音，野宿在森林裏。一方面，拼命的尋找著法音的蓮音，偶然遇見正在調查奇怪事件的布萊德。雖然兩人便一起尋找法音，但是就算聽見聲音，法音和蓮音卻被奇怪現象阻撓而無法見面。並且，就連艾克利普斯和布萊德也被捲進事件中。
第14話：波夢的修行☆雙胞胎公主吵架了
由於布萊德的態度，法音和蓮音便吵架了。普莫想讓她們合好而試了許多方法，但全都沒有用。完全喪失自信的普莫，留下一封信便前往修行了。驚訝的法音和蓮音一邊吵架著一邊動身追回普莫。投入功夫大師班．邦布成為弟子的普莫進行著各種修行。
第15話：月亮王國☆神秘的邀請函
從月之國寄來的滿月祭典邀請函已經送到，但是居然都沒有邀請法音和蓮音。祭典開始時，沉睡中的守護神月之巨像不醒來的話，城內就會發生大災難。為了喚醒守護神，法音和蓮音潛入遺跡之中，但是突然間遺跡開始崩裂。就在此時，遇到了艾克利普斯。
第16話：米爾琪的大危機☆艾克力帕斯的真面目
住在月之國城堡裏的法音跟蓮音，為了了解太陽之國的能量衰退的原因前往遺跡一探究竟。大臣雖然是帶著微笑送她們離開，但實際上正偷偷的進行著紅炎魔法的研究。城堡中，咪路奇發現了艾克利普斯的真面目。另一方面，什麼也不知道的法音跟蓮音，在探索的途中不知道被什麼人給推入一個大洞裏了…
第17話：燃燒吧運動☆公主舞會
第四屆公主派對要開始了。這回的題目是運動比賽。加梅羅特很期待運動神經超強的法音能夠奪得這次的最佳公主。抵達會場的阿魯蒂莎和風車之國的公主蘇菲即將舉行熱氣球競賽，而產生對抗意識。比賽在吟遊詩人納基紐的演奏和種子之國的國王金格的鳴槍下正式開始了。但沒想到在競技場上，布萊德和艾克利普斯兩人開始激烈過招而引起大騷動。法音和蓮音兩人試著要用紅炎魔法制止他們…
第18話：風車王國vs寶石王國☆熱氣球大賽
法音和蓮音兩人去參觀一年一度的熱氣球競賽。這個競賽中，各國的王子和公主操縱熱氣球，比賽誰能夠先抵達水晶海角就算是優勝。這幾年寶石之國的連勝在加上過分溺愛孩子的雙親，寶石之國的王妃加梅麗亞和風車之國的國王藍達彼此激烈競爭，注視著這場比賽。在這緊張的氣氛中熱氣球競賽開始。兩國巧妙地操縱下比賽順利展開，但是…
第19話：水滴王國☆梅洛結婚
雙胞胎公主們聽到米爾羅公主即將要結婚的傳言，急忙趕去水滴之國祝賀。雖說是為了國家，但是米爾羅其實沒有興趣跟年紀小的對方結婚，心情陷入低落。法音跟蓮音向雅慕爾女王請求停止這場婚禮，卻難以說服把國家擺第一的女王。於是，她們試著說服隱身幕後的大臣，沒想到還是失敗了。而當雙胞胎公主得知大臣真正的計畫時，準備動用紅炎魔法的力量來阻止這場陰謀。
第20話：大海的流星☆沒有人知道的另一個王國
為了向流星祈願，法音和蓮音進往了風車之國的聖歌之城。儘管在度假勝地的海灘，天氣還是很惡劣。此時，珍珠貝的珍珠出現在怨歎不已的雙胞胎公主面前，告訴她們在海中也能看見流星的事。雙胞胎公主於是急忙前往海中，其實，在海裏還有另一個王國的存在。雙胞胎公主得知這個國家也是受到「太陽的恩惠」的影響
第21話：鬼屋歷險記☆尖叫日光魔法
駕駛飛行船至和煦村莊的法音與蓮音，一聽到村莊裏有間非~常恐怖的鬼屋，就迫不及待的趕快。此時，遇見了不太會嚇人的妖怪－波裏。波裏聽了雙胞胎公主們的建議，挑戰嚇人的招式，可是好像沒什麼效果…。在雙胞胎公主們的「邀請」之下，布萊德、奧拉、阿魯蒂莎、以及蘇菲被「請」進了鬼屋裏，但是計畫好的嚇人大作戰還是不太順利。如此一來，非得使用紅炎魔法之力了…
第22話：神氣活現的阿爾泰莎☆遇上了討厭的危機
阿魯蒂莎本來打算跟布萊德王子來個快樂的下午茶時間，沒想到法音、蓮音、奧拉、以及蘇菲突然出現，害她一肚子火的離開了。在意阿魯蒂莎的雙胞胎公主，一路跟蹤她來到地下的特訓房，在那裏看到阿魯蒂莎公主為了下次的公主派對，非常認真地磨練著。雙胞胎公主則被阿魯蒂莎責駡光會玩，因而心情低落。此時，從城裏冒出了陣陣濃煙。就在城裏的人民都慌張地到處避難時，地下室竟然到處都找不到阿魯蒂莎的身影… 而被逮捕。
第23話：命運的種子☆相親相愛的公主
加梅羅特覺得法音跟蓮音一定可以奪得下次公主派對的「最佳花公主」，於是秘密地栽培花朵。但是，裏奧奈以及種子之國的公主們來到了太陽之國找雙胞胎公主們一起練習、討論比賽的內容。雖然加梅羅特反對讓敵人知道比賽情報，但是皇后愛爾莎以及國王托爾斯的命令下，還是不得不接受。另外，公主們得知有一種不可思議的種子，名叫「夢幻種子」的事情後，想試著栽種看看。但是，等了老半天，法音的「夢幻種子」就是不發芽。她非常的煩惱，為什麼只有自己的種子不發芽呢？於是打算一個人抱著花盆，去找加梅羅特商量對策。此時，重大的事情發生了！
第24話：風車王國☆不可以搶走魔法盒喔
法音和蓮音收到從風車之國送來的「風之盆舞祭典」的招待信。兩人雖然想去，但是此時鳥人族們正為了宣示獨立而佔據森林，使得祭典不得不被迫取消。法音以及蓮音，不聽大家的勸阻，跑進了森林，想說服鳥人族們跟王室和好，但是沒用。另外，布萊德代替亞倫國王欲說服鳥人族，卻得知法音跟蓮音在森林裏的事，一時手足無措。鳥人族似乎有何理由，卻一昧地反對「聽國王的話」。正在吵的激烈時，法音跟蓮音在鳥人族那邊看到了楊跟拉烏。
第25話：嚇人的蝗蟲☆公主舞會
花卉培育公主派對要在月之國舉行啦！這次同樣志在奪冠的阿魯蒂莎，還是一個人獨來獨往。此時，楊與拉烏為了奪得紅炎魔法力量也潛藏至會場中。另一方面，眼看花卉培育比賽將至，法音與蓮音卻因擔心未歸的阿魯蒂莎而展開搜尋…
第26話：不好了不好了☆無法使用日光魔法
在艾克利普斯與希爾杜王子兩人身上看到同樣傷口的法音，帶上蓮音到月之國搜索。得知此事的大臣，認為這是奪取紅炎魔法力量的好機會。渾然不知情的雙胞胎公主，看到冷酷的希爾杜王子為人民所愛待，正想著可能跟艾克利普斯不是同一人時，被希爾杜王子發現行蹤了。此時，正為自己沒志氣而心情低落的布萊德王子，竟接到了一封寫著「雙胞胎公主們有危險了！」的密函，於是急忙地趕去月之國…
第27話：黑色波夢☆幸運公主
雙胞胎公主知道了希爾杜就是艾克利普斯，但是，她們兩完全落入大臣圈套而被奪取紅炎魔法。大臣製作出「暗之光」，並且騙雙胞胎公主們布萊德王子認為是自己害你們失去紅炎魔法而自責不已，說的天花亂墜跟真的似的。雙胞胎公主為了鼓勵布萊德王子而來到寶石之國，卻看到布萊德王子如往常般地開朗，還邀請大家前去廣場…
第28話：終於得到幸運了☆說不定真的很酷哦
朝著幸運公主邁進的雙胞胎公主們，由於事出突然正感到迷惑時，葛蕾絲公主出現了，並且告訴她們有關幸運公主、以及服待布萊德王子的葡莫的事。雙胞胎公主們決定振奮那些因黑暗之力而心生陰暗的人。另外，阿魯蒂莎無論如何都希望哥哥趕快回復原樣，也開始採取行動。
第29話：打起精神來吧☆阿爾泰莎
紅炎魔法竟然對布萊德王子沒用！令雙胞胎公主們大感震驚。回到太陽之國的雙胞胎公主、以及阿魯蒂莎公主，為了使布萊德王子恢復原樣，開始調查古書，但是最重要的一頁竟然被撕掉了！正常她們失望至極時，布萊德王子出現了。
第30話：水滴王國☆冒牌雙胞胎公主
為了尋找布萊德王子的下落，雙胞胎公主和阿魯蒂莎來到了水滴之國。但是不知道為什麼，雙胞胎公主在這裏似乎惡名昭彰，大家都很怕他們的樣子。正感到疑惑的雙胞胎公主，剛好碰到了假冒雙胞胎公主的蓮達和伊達。後來才發現他們搶奪人們的食物，是為了去餵食饑餓的水鳥們。不過教唆如此努力的阿達和伊達去假冒雙胞胎公主的人竟是布萊德王子，而且雙胞胎公主還被誤認為冒牌雙胞胎公主
第31話：寶藏地圖☆我挖我挖我用力挖
葡莫下一個作戰計畫，是在街上散佈藏寶地圖，讓人們沉迷於尋寶之中進而造成混亂。來到風車之國的雙胞胎公主在蘇菲的介紹下造訪了街上有名的麵包店，可是麵包店卻停止營業中，由於雙胞胎公主非常想吃麵包的關係。決定去尋找麵包店的布奇家族，結果在森林裏面發現沉迷於尋寶之中的布奇家族。但布奇夫妻和小孩們卻誓言找不到寶藏就不回家，為了他們雙胞胎公主也一起幫忙下海尋寶。
第32話：加油迪奧☆燄燄王國的森巴嘉年華
火焰之國慣例的火焰森巴祭典開幕羅， 由於火焰王家是主辦人的關係，和希爾杜一起去旅行的提奧也非常興奮地趕回來參加，不過到了會場竟然沒有半個人影，結果卻在隔壁會場發現布萊德熱情跳著森巴舞。街上的人們也深深為他著迷，沃魯國王和提奧為了王家的尊嚴也展開了對抗，不過街上的人們卻著迷在布萊德的舞姿中，完全沒注意到他們。雖然提奧因此而意志消沉，但在雙胞胎公主的鼓勵下，他又再度向布萊德挑戰森巴舞了。
第33話：布莫布莫布莫☆波夢波夢波夢
葡莫想了一個計謀想要將礙眼的雙胞胎公主引到荊之館囚禁起來。然而，因為曾經栽在葡莫手上一次，兩位公主因此顯得畏畏縮縮的。總算鼓起勇氣往茨之館出發了，但是途中遇到種子之國的公主們困惑地站在路旁，於是兩位公主便稍微地繞了一下路。一方面，在葡莫的秘密基地裏醒過來的布莫，目睹到大臣正打算使用紅炎魔法的力量…
第34話：閃耀吧!彩虹之泉☆梅洛的心願
雙胞胎公主們來到水滴之國，為迎接下一次公主派對，雙胞胎公主們決定練習畫畫。在虹之泉旁可見公主們各自地畫著圖，但不知為何米爾羅畫的太陽竟是黑的。一方面，故意對水滴之國的女王雅慕爾說謊，意使女王對各國產生不信任感的布萊德，因為遲遲無法說服雅慕爾，因而感到不耐煩，於是便對虹之泉發動攻擊。
第35話：千鈞一髮☆公主高峰會
雙胞胎公主們因米爾羅的提議，而決定召開公主高峰會。很快地就邀請了各國公主來到了太陽之國，而希爾杜也伴隨著公主們一同出現。如此一來就變成了公主和王子的高峰會。但沒想到布萊德突然闖入了會議，並朝著維持太陽能量的裝置前進…
第36話：黑暗的布萊德☆風雨中的公主舞會
終於公主派對在水滴之國開辦了。雙胞胎公主們預料吸收了太陽能量而增強黑暗之力的布萊德，下次絕對會出現在會場裏。而一方面，不曾被選為最佳公主的阿魯蒂莎擔心著哥哥布萊德，同時也因為這次的比賽是自己最不擅長的美術，而感到灰心。想著想著突然布萊德出現在阿魯蒂莎的眼前，並在她的作品上施加了黑暗紅炎魔法。此時，水滴之國的女王雅慕爾最終還是受到布萊德的控制，整個派對也因此便的亂七八糟。
第37話：尋找七個寶物☆葛瑞絲之石的秘密
雙胞胎公主總算獲得了永恆的太陽公主之力。雖然實力因此增進，但為了拯救太陽能量，雙胞胎公主們決定接受最後的考驗。考驗的內容是找尋分散在各國的葛蕾絲之石。聽聞阿魯蒂莎有聽過這個石頭，雙胞胎公主們便馬上趕往寶石之國，而布萊德又再度出現…
第38話：風之谷的秘密☆蘇菲的寶物
雙胞胎公主們得知蘇菲發現了葛蕾絲之石，於是便往風車之國出發。但是風車之國的國王和王妃誤會了雙胞胎公主們，不肯給予幫助，既然如此只好自己找了。幸運輪盤占卜後出現了「4」這個數字，大夥發現這個數字指的是「4的風之塔」，於是便一起攀登這座塔。但在途中，負責守護這座塔的風之使諾魯族卻從中阻撓。
第39話：珍珠的祈禱☆聖誕的奇蹟
想到，珊瑚海灘的海面上開了一個黑色的大洞，裏頭湧出了大量的黑魚。雙胞胎公主們大驚失色，火速趕到珍珠的身邊，在那
　　裏她們看到珊瑚之母受到黑魚們的攻擊。這樣下去珊瑚之母會死去。於是，珍珠跟雙胞胎公主們決定使用珊瑚之母的眼淚，據說這眼淚能夠創造奇跡，但是… 
第40話：初展笑容☆火焰表演會
火焰之國的裏奧奈公主，對王室裏拒絕協助的態度很感冒。經她調查發現，葛蕾絲之石好像在波龍手上。想將石頭弄到手，就必須逗波龍笑才行。很快地在雙胞胎公主的幫助下，成功的將波龍誘騙到街上的表演場。同時也聽說了過去因為無法逗波龍笑，整個村子都遭到破壞的往事。既然如此，就一定要讓波龍笑才行。因此雙胞胎公主招集各國，展開了才藝表演。
第41話：爆走小寶貝☆育兒日記
那爾羅因為那場表演會，學到了一些奇怪的單字。雅慕爾發現自己的孩子只要跟雙胞胎公主扯上關係就會越來越沒教養，因此不願傾聽雙胞胎公主的意見，甚至打算將那爾羅送到布萊德身旁接受王子教育。沒想到布萊德無法照顧那爾羅，將他放在一旁就出去忙了。因不安而尾隨在後的雙胞胎公主，自願地照顧起那爾羅。突然，她們發現那爾羅講的話含有某種意思。但是布萊德剛好回來，將那爾羅給帶走了...
第42話：尋找滿月草☆救治月瑪莉雅女王
黑色水晶的力量遮蔽了滿月的光輝，月之瑪麗亞因而昏迷了。法音與希爾杜決定前往摘取高營養的藥草，沒想到藥草竟然快速地跑了起來，與法音們玩起追逐遊戲。一方面，蓮音與咪路奇留在月之城照顧月之瑪麗亞，布萊德突然出現，打算強制讓月之瑪麗亞蘇醒。不管哪邊都是大危機，雙胞胎公主能夠克服這些狀況嗎？
第43話：奇蹟馬戲團☆飛吧!娜琪
納吉 為了尋找葛蕾絲之石，雙胞胎公主來到了種子之國。想不到種子國王聽信了布萊德的讒言對雙胞胎公主展開威嚇射擊。一行人沒辦法只好來到占卜上出現一個有雙胞胎樹的村落，雙樹村。在那裏巡迴馬戲團正在練習著。但是雙胞胎公主們總覺得樣子有些古怪，於是便叫住了團員納吉…
第44話：目標獲得優勝☆讓我們來跳舞吧
久違的公主派對，這次是舞蹈比賽，阿魯蒂莎顯得躍躍欲試。參賽者必須要尋找各自的舞伴。一陣混亂後，各自的舞伴敲定，大家便開始練習，但阿魯蒂莎卻打算一人獨舞，在練習時布萊德出現在她的眼前，溫柔地叫住了她。阿魯蒂莎以為布萊德變回從前，高興地邀請布萊德當自己的舞伴，沒想到…
第45話：最後的舞會☆勝利會是誰的呢
公主派對在風車之國開幕了。布萊德千方百計打算破壞這場派對，於是假借發現葛蕾絲之石，將雙胞胎公主誘騙到迷路庭院。容易迷路的庭院內，再加上布萊德施展黑暗紅炎魔法的力量，雙胞胎公主更加搞不清東西南北。畫面轉到會場，布萊德正在巴結國王藍達，打算破壞雙胞胎公主的名聲。
第46話：要去或不要去？☆布萊德送來的邀請函
奧門特背叛，布萊德終究佔領了太陽之國。黑水晶的能量漸漸籠罩太陽能量。太陽之國的人民開始指摘月亮之國。不久，法音和蓮音收到了布萊德的邀請函。布萊德發給各國公主邀請函，內容表示將召開派對，慶祝他當上不可思議之王。各國公主都決定不出席參加。但由於蓮音很難過，法音擔心之餘決定瞞著大家一個人前往太陽之國。
第47話：逆轉☆黑暗的王子
為了尋找葛蕾絲之石，大家來到月之國的村莊—歐卡希。突然大家發現村長的女兒凱蒂說話的方式很像葡莫。阿魯蒂莎因此懷疑她是葡莫假扮的，但雙胞胎公主們卻不這麼認為。然而，凱蒂的雙親被布萊德變成石像，凱蒂因此要求雙胞胎公主們交出葛蕾絲之石。
第48話：最後的寶物☆布莫戀愛了？
布萊德得知太陽之國的葛蕾絲之石在海之國，公主們也各自向海之國出發。海之國內，珍珠拼命地安撫海中悲傷的同伴們。搞不清楚事情緣由的珍珠決定幫助布萊德尋找葛蕾絲之石，一同的葡莫看到珍珠不顧危險的舉動，自己也決定捨身投入，但是…
第49話：大家的心意☆讓布萊德知道吧
不可思議星充斥著哀傷的氣息。各國的公主竭盡心力地安撫自己的國家。布萊德被葡莫背叛，為瞭解悶而回到寶石之國去見自己的雙親。在那，布萊德看到悲泣的雙親與國民，才終於瞭解到自己至今的所作的行為有多麼愚蠢。另一方面，雙胞胎公主和阿魯蒂莎得知布萊德在寶石之國，特地趕來，但內心悲傷的布萊德卻不打算見她們。為了讓布萊德打起精神來，雙胞胎公主們打算籌備派對…
第50話：大暴走☆黑暗水晶
吞下了布萊德，黑暗水晶巨大化。雙胞胎公主不顧普莫的阻止，施展了紅炎魔法。好不容易成功的救出了布萊德，雙胞胎公主的身上卻也開始產生變化…。另一方面，將人們的悲傷歎息作為糧食而一口氣巨大化的黑暗水晶為了想與本體進行融合而飛往太陽之國。
第51話：終極日光魔法☆公主永不放棄
為了拯救太陽的恩惠，雙胞胎公主決心要使用永恆紅炎魔法。雖然震驚於太陽之國變化完成的姿態，兩人依然從大家身上得到勇氣，使用紅炎魔法。但是由於葛蕾絲之石不夠，雙胞胎公主的力量逐漸的被吸收。戰勝的究竟是雙胞胎公主的紅炎魔法還是黑暗水晶呢？劇情終於邁向了最高潮。

## 第二季故事一覽
第01話 開學新氣象☆目標交友百萬人
蓮伊恩和法伊恩入學皇家奇蹟學校。在上學的路上，她們認識了學長—諾傑。到了學校，兩人馬上試著交新朋友，但是周遭的冷淡態度，讓她們覺得學校沒有想像中的有趣。開學典禮上照慣例會舉行觸碰「太陽之鐘」的儀式，據說只有能讓這口鐘響的人，才有資格成為「環球公主」。因此，學校讓新生都一一觸碰。就在此時，開學典禮上出現了迷樣的妨礙者。
第02話 學園友好計畫☆玩偶裝舞會
碰觸太陽之鐘，法伊恩和蓮伊恩得到了環球公主的力量，並獲得周圍的讚賞。但是訓導主任竟然沒收了她們的快樂魔法棒和天使。此外還禁止她們交朋友，並用校規來束縛她們。得知此事的法伊恩與蓮伊恩為了重振精神，打算招開派對，此時黑暗魔法使……
第03話 搞笑兄妹☆蕾莫與梅隆
學校生活終於要開始了。法伊恩和蓮伊恩被分到同一班。班導師是譚芭．琳老師。上課是以分組進行的。同時認識了一個女孩，她是搞笑星球的公主—蕾莫，是一個把搞笑當做生命全部的人。但蕾莫似乎因為哥哥—梅隆的關係，而心裏有創傷……
第04話 突如其來的退學～！？☆開學第一堂課
天使PP和QQ愛惡作劇，常妨礙上課進行，使得法伊恩和蓮伊恩不斷被扣分。再這樣下去很快就要扣到一百分退學了。再加上學校又加入了新校規，在上課時使用魔法將會扣五分，面臨危機的兩人持續進行下午的課程，盼能死裏逃生的兩人卻又被捲入料想不到的麻煩當中。
第05話 校內新聞☆蓮伊恩的女主播大作戰
法伊恩和蓮伊恩得知成績優秀的學生將會上「校內新聞」，並能在宇宙各地播放。學生會副會長湯馬故意提拔蓮伊恩當上學園新聞的播報員，藉此來離間法伊恩和蓮伊恩兩人。鏡頭上，湯馬看到了學園裏的粗暴份子凡格竟然如此愛惜一窩鳥巢，使學校有了保護小鳥的風氣，內心覺得很不高興，心裏想要砍掉鳥巢所在的那棵樹……
第06話 社團活動☆法伊恩放屁大實驗
因為蓮伊恩忙於應付校內新聞的播報事務，法伊恩自己也想找樣活動做做，便開始參觀學園裏的各社團。碰巧看到了科學部的部員們在社辦內爭吵。法伊恩聽到部員們想從事自己私人的研究而紛紛退社，便答應部長幫助她進行實驗。沒想到那個實驗竟然要用屁來做實驗……
第07話 惡作劇天使☆商店街大騷動！？
今天的課程是到街上幫忙商店街的人工作之後寫報告。法伊恩和蓮伊恩找到的是一家蛋糕店，從前來店光顧的學生們總笑聲不斷，但是當學校變成了競爭第一後，學生們也都不來光顧了。為了找回學生們開朗的笑容，法伊恩和蓮伊恩幫忙蛋糕店店長製作新的甜點，但因為天使們的惡作劇使得兩人忍不住開口罵了他們……
第08話 小不點索羅的☆大決心
自入學就讀來，布萊德和夏恩特便是學園的風雲人物。索羅也希望鍛鍊自己，讓自己能夠成為了不起的人，於是便想和布萊德一樣申請加入擊劍社。沒想到卻遭人嘲笑，完全不被理睬。在法伊恩和蓮伊恩的幫助下，索羅雖然展開了激烈特訓，卻渾不知周遭有一個人一直偷偷地看著自己特訓的情況……
第09話 跨越宇宙☆遠足生存戰
眾人因為依莉莎白的一句話，而來到了牧場星球遠足。譚芭·琳老師拼命地想要替學生們製造快樂的回憶，想不到卻適得其反，害的法伊恩和蓮伊恩被扣分。為重整心情，大家一同去看宇宙的天馬。想不到此時湯馬派遣的使魔讓牧場陷入恐慌狀態，猛獸突破遭到破壞的柵欄跑了進來。
第10話 斷絕的友情☆黎歐娜的真心誠意
黎歐娜和兒時玩伴梅露芭重逢了。不過從前因為上課時發生了一些麻煩，使得溫柔又開朗的她從此拒絕與人接觸，就連對擔心自己的黎歐娜和法伊恩、蓮伊恩都不願開放自己的內心。此時梅露芭瞞著大家偷偷照顧的奇蹟龍感冒了，為了幫助梅露芭將奇蹟龍送到宿舍，黎歐娜和法伊恩、蓮伊恩展開了作戰……
第11話 超熱血！☆初戀的手鍊
好勝、喜愛運動的卡蘿莉，發現自己喜歡上搭檔達利，拜託法伊恩和蓮伊恩教她串手鍊。串好的手鍊馬上就送到了達利面前，但沒想到達利完全不懂女人心，不小心將手環弄到水池裏。卡蘿莉哭著跑走了，看到此景的達利，也終於明白卡蘿莉的心意……
第12話 雙胞胎大危機！☆緊張刺激的教學觀摩
宇宙教育委員到視察來法伊恩和蓮伊恩的學習情況，教頭非常驚慌。急忙對雙胞胎公主進行西餐禮節的特別授課，不過，譚芭·林老師由於生病倒下，而由鄰班的班喬老師代課，但此時又發生了別的事情……
第13話 和天使吵架☆PP離家出走
感冒大流行，學校停課了。法伊恩和蓮伊恩打算鼓勵感冒的大家。在玫瑰園法伊恩和夏恩特把藥草做成調劑藥草。非常高興的法伊恩離開了一下，而這時天使們不小心打翻了藥草的瓶子。法伊恩責備了天使，PP一邊哭一邊飛出宿舍……
第14話 神秘之旅☆打不開的門之謎
知道學校的舊校舍有鬼魂的傳說的法伊恩和蓮伊恩，決定和同班同學羅絲瑪莉，也就是恐怖星球的公主，去舊校舍探險，當時湯馬也在。在被認為是心靈開球點的地方，打算叫出惡鬼的羅絲瑪莉，因為PP和QQ的惡作劇而非常害怕的法伊恩不知不覺逃了出來。於是走到了到被認為是打不開的門的前面。湯馬必須守住門內的秘密，而放出黑暗魔法使。
第15話 湯馬的陰謀☆舞台上的甜蜜陷阱！
守護了秘密的湯馬，參加了話劇，作來打敗法伊恩和蓮伊恩的作戰。想說對校園友好計劃有用，於是把自己過去的經歷做為劇本，並十分熱心。感到喜悅的法伊恩和蓮伊恩，開始召集學生們練習。夏恩特懷疑忽然積極起來的湯馬……
第16話 湯馬的真面目☆真正的朋友
到了正式演出，湯馬突然露出真面目，感到吃驚的兩位公主打算跑向湯馬，不過，湯馬使用黑暗魔法使做障礙……
第17話 快要放暑假囉！☆考試大恐慌
教導主任因為看到學生的成績不好，讓另外的手下去想辦法，否則不許他們放暑假，此時苦惱的楊洋被愛德華附身，使得大家陷入考試的夢靨……
第18話 夏天☆露營要小心！
阿爾泰莎因為擔心寂寞的母親，沒有精神，所以大家提議要去看皇家奇蹟學校一年一度的流星群。黑色的蝴蝶附身到奧拉身上……
第19話 我回來了！☆不可思議星球
放假了。法伊恩蓮伊恩在與母親說話的時候，法伊恩和蓮伊恩知道母親把回憶的物品做成項鏈保存著的事。然而，被愛德華附身的依莉莎白扔掉了那個項鏈。那裏垃圾收集車在送往了焰焰王國火化……
第20話 蓮伊恩大危機！☆虛驚一場的騷動
暑假依莉莎白、凡格與雙胞胎公主到風車王國遊玩。然而愛德華附身在蘇菲身上，打算將風車破壞，使其他國家都受到影響。而藉口是要和布萊德準備烤肉，看到為了籌措派對向布萊德提出商量的蘇菲，蓮伊恩誤解了布萊德和蘇菲是戀人的感覺。
第21話 海邊的假期☆凡格友好計畫
為了使凡格露出笑容，雙胞胎公主邀請他和依莉莎白一起到焰焰王國的海邊渡假，不過，愛德華為了不讓雙胞胎公主的計畫實現，附身在黎歐娜的身上並欲破壞雙胞胎公主的計畫……
第22話 新學期開始了☆被盯上的希風
過了快樂的暑假之後，大家都回到了皇家奇蹟學校。在互相談快樂的暑假回憶時，雙胞胎公主發現忘了寫暑假作業，為了不被扣分而努力趕作業。不過，這時愛德華又出現並打算利用扣分讓雙胞胎公主退學。
第23話 我們拼了！☆加分大作戰
由於愛德華的詭計，使得雙胞胎公主被大幅扣分。如果不在開學典禮上把分數加回來就必須退學。但根據校規，若能做出提升校譽的事便可以加分，因此雙胞胎公主便展開了加分作戰，但這時，愛德華又出現搗亂……
第24話 跳吧法伊恩！☆汗與淚水的普利大飛躍
法伊恩無意間被特洛瓦發現有出色的運動神經，而希望法伊恩能跟她一起參加跳舞競賽。希望今年可以拿到優勝的特洛瓦，開始進行普利大飛躍的拼命特別訓練。因為被特洛瓦的認真態度打動，法伊恩也決定要努力練習並拿到優勝，此時愛德華又出現攪局……
第25話 目標是優勝！☆舞蹈比賽
參加競賽的雙胞胎公主被愛德華發送神秘的罪行聲明文。蓮伊恩為了不讓參加競賽的法伊恩擔心，做出決定一個人保護會場的決心。競賽開始時，就不斷地發生事件。要實現諾言的蓮伊恩，想辦法阻止愛德華的干擾……
第26話 生日快樂！☆天使的半歲生日
可怕的夢，令天使們哭起來了。雙胞胎公主只好哄天使，原來天使們正在學習害怕的感覺，另外正好遇見天使們的半歲生日，大家決定辦紀念計畫。然而，在聚會準備的期間，天使們無意中進入了神秘的地方。那裏有非常可怕的東西在……
第27話 拯救天使！☆黑暗王子
由於愛德華囚禁了天使們，使得雙胞胎公主失去了變身的能力。因此愛德華命令雙胞胎公主不准實行校園友好計劃，其他學生也不能交朋友。但不放棄的蓮伊恩與法伊恩仍決定要憑自己的力量救出天使，為了呼應蓮伊恩與法伊恩的意志，天使們發出了更耀眼的光芒，使雙胞胎公主成為了「豪華環球公主」。
第28話 壞壞的資優生！☆BB登場
愛德華的威脅消失後，和平再次造訪了學校。可是，目的不善的黑暗星球的優等生BB，為了畢業考試，而栽種了能吸取快樂的不快樂果。BB為了要更大的果實，而把蕾莫的笑話手冊當作果實的養分。打算講滑稽故事的蕾莫受到打擊……
第29話 蓮伊恩出場☆心動的情書
為了實行學園友好計畫，蓮伊恩決定用校內新聞，來諮詢學生的煩惱。可是，來的東西都只有無聊的內容。然而，不知道寫情書給自己的人是誰，而煩惱的梅洛，開始找情書的主人……
第30話 復活☆黑暗王子
數度被雙胞胎公主破壞計劃的BB，需要手下來增加自己的力量，使用了法術讓愛德華重新復活。然而，被召喚出來後的身姿與以前完全不同。想要恢復自己原本面貌的愛德華只得勉強跟隨BB……
第31話 心型的沙子☆快樂的約會！？
得到能夠實現戀愛的快樂公園的泉的心之沙，而喜不自禁的蓮伊恩。心之沙立刻起了效果，她被布萊德邀一起去買東西。另一方面法伊恩陪伴卡蘿莉和達利的約會，不過，卡蘿莉的情況變得很糟……
第32話 PP跟QQ☆第一次跑腿
吃光了法伊恩所期待的點心的天使們。要重新做也沒有材料了。所以，天使們決定自己去買材料。非常擔心的蓮伊恩和法伊恩悄悄地跟在後面追蹤。然而，去的路上有BB的甜的圈套在等待著她們……
第33話 名偵探雙胞胎公主☆兇手到底是誰！？
在打預防針那天，休息室出現像刺破耳朵般的班喬老師的哀鳴聲。說睡午睡時，重要的手錶丟失了，而且房間鎖上著。雙胞胎公主偵探開始挑戰這個密室事件的謎。
第34話 湯馬的毅力♨溫泉校外教學
去風光明媚星球校外教學的全體都十分開心，因此BB悄悄地跟在後面追蹤。不知情的全體在住宿處的旅館與湯馬再次相見。與村民們努力營運旅館的湯馬，因太盡力而果倒下去了。
第35話 湯馬的溫情☆保護充滿回憶的森林
請湯馬引導名勝的雙胞胎公主和希風。參觀時，石頭不可思議地動了起來，飯突然變得不能入口。其實像平時一樣地，BB又在打攪著，不過，BB真的想打攪遊覽嗎？湯馬帶領大家進入充滿回憶的森林玩耍。不過，持有人卻想開成度假村……
第36話 新娘是誰？☆超豪華公主舞會
比依莉莎白還有錢的富翁─豪華星球的希爾斯，要找宇宙第一的公主當新娘。出現在豪華的移動宮殿的希爾斯，立刻邀請大家參加超豪華公主舞會。宇宙第一公主的標準就是最會讚美並讓希爾斯感到快樂的人，希爾斯一直感到不開心。BB為了證明自己才是宇宙第一公主，而要愛德華讓自己被選上……
第37話 BB該怎麼做！？☆雙胞胎的茶會
在寒風之下，一個人吃冰淇淋的BB。看著那樣的BB，想和她成為朋友的雙胞胎公主，打算為BB舉辦茶會。她們把邀請函交給愛德琴，不過，愛德琴丟掉了。不知道自己被邀請的BB，打算毀掉這茶會……
第38話 加油諾傑☆新的旋律
為了聖誕節的派對，諾傑受法伊恩之託，準備可以跳舞的快樂旋律。感到快樂才會有靈感，法伊恩帶著諾傑找尋快樂之感……
第39話 快樂的聖誕節☆BB友好計畫
耶誕節到了，大街上瀰漫著愉悅的氣氛。一如往常的BB打算開場惡作劇的耶誕節派對。高興地接受邀請的雙胞胎公主合不斷地厲害的眼,不過，為了完全意介sa 不用說沒有，不很好地知道耶誕節這樣的比比的陸續放出到街的。在燈飾的光輝裏忘記目的在那個美麗裏看迷的比比。然而……
第40話 新年手推車比賽☆壓歲錢在誰手上！？
依莉莎白主辦的手推車花邊進行了。有的出場者是幹勁滿滿對山螞蟻穀螞蟻的特設路線，冠軍壓歲錢能得到。終於花邊開始！然而，選手的其中攙雜著比比，此次說出堂堂正正地做花邊。比比的行動不順眼edochin謀劃想辦法打算推遲大家……
第41話 PP的初戀♥BB的陷阱
某日，PP的情況變得很奇怪，連自己最喜歡的點心都不想吃。在眾人詢問之下，發現PP戀愛了！眾人跟隨著PP，希望能看到PP的戀愛對象，不過，戀愛的對象讓眾人驚訝。PP打算傳達自己的心意，此時BB又出現破壞……
第42話 法伊恩要當新娘？☆心跳加速的諾傑
某天，諾傑的爸爸來到了學校，希望法伊恩能與諾傑結婚，諾傑的父親以足球比賽為賭注，若法伊恩輸了就得當諾傑的新娘。在沒有運動對大擅長的法伊恩，諾傑勝的秘計爸爸找尋的地方，BB提出黑婦女裝飾品的話……
第43話 扣分天堂☆瘋狂瑪琪
瑪琪為了沒辦法有效抓到違規並扣分苦惱。此時愛德琴出現，並交給瑪琪黑暗魔法飾品中的眼鏡。戴上眼鏡之後，瑪琪彷彿變了個人並拚命扣分，看到這個情形的教務主任授與瑪琪追加校規的權力。此舉使瑪琪更變本加厲，就算是睡覺也會被扣分……
第44話 激烈衝突！☆凡格和菲格
有的日學園，凡格的弟弟菲格與阿哥勝負來。然而，完全不決定對方的凡格。聽說了菲格的情況的雙胞胎公主象在凡格裏(上)弟弟商談一樣地說服,不過，在做這做那的時候菲格用黑暗魔法飾品的力量亂跑，在街大鬧騰做了。
第45話 戀愛的依莉莎白☆手製作的情人節禮物
因為想把自己的心意傳達給凡格，依莉莎白打算親手製作巧克力。不是高價的serebuchoko到凡格打算交付自己的手制巧克力在宿舍的廚房必至把巧克力做成，不過，全然不能很好地。依莉莎白放棄時候，被面交不可思議的條款……
第46話 淚水道別☆解散！？名媛組
凡格的依莉莎白的原因，夏夏和卡拉被依莉莎白變得不作為了依靠。是與下沉的夏夏安慰卡拉的法伊恩，不過，二人自己們開始怎麼與依莉莎白一起在話。另一方面從影子支持依莉莎白的茶會的準備的蓮伊恩感到棘手那個不合理樣子……
第47話 三位武士☆加油啊布萊德
名門的學園的擊劍部3人的道場打破出現。清淡地輸了的成員們。布萊德提出3日後再戰鬥，不過，在敗北接受了休克的部長不能相當恢復。自己們的努力徒勞，扔掉了劍。焦慮的布萊德想出有的秘計。
第48話 快樂之花☆夏恩特的寶物
葛雷松先生養的花快要開了。然而，向這個放了眼的BB們淒慘使花壇荒蕪了。失望的全體。特別被託付西洋菜先生的不在家之間，管理花壇的夏恩特。是自己的責任，不聲不響地開始一人花壇的修復的夏恩特。看不過去那樣的情況的全體決定幫助夏恩特。
第49話 雙胞胎V.S.BB☆最後的對決！
學園長終於直接出現了在學園。對之前的無禮道歉，想和皇家奇蹟學校學園成為姊妹校的學園長。非常高興全體終於BB和好朋友習慣。立刻召開聚會的事。是快樂地推進準備的全體，不過，是學園長BB有真的目的的。終於，雙胞胎公主和BB的最後的攻防能展開。 感到喜悅。
第50話 黑漆漆水晶王登場☆學校的危機
黑漆漆校長取回原來和善，馴熟了BB和朋友的瞬間，突然黑星出現了在學園高空。纏住了全體的黑漆漆水晶王奪取學園的禮堂，不斷地咽下學生和老師。
第51話 到了！☆日光魔法的奇蹟
大家的替身被黑水晶拿進來了的雙胞胎公主。雙胞胎公主在內部打算探聽王的弱點拼命,不過一進入，二人的快樂便不斷被攝取。黑水晶國王的力量也因此增大。大家還來不及逃跑，絕對絕命的危機！這時太陽國出現了。波夢跟BB打算告訴雙胞胎公主這個事，便嘗試潛入黑水晶王內部。
第52話 迴響！☆和平的鈴聲
對太陽國和雙胞胎公主的雙攻擊不滿的黑水晶王，使用公主蘇娃的畫對雙胞胎公主們展開攻擊。雙胞胎公主被捉住了，不斷被攝取快樂。太陽的惠澤也不足，丟失希望，這時大家想出了辦法？故事終於來到感動的頂點！

## 播放電視台
- 日本：東京電視台，從2005年4月2日至2006年3月25日每個星期六早上10:00到10:30播出。[18]接著於2006年4月至2007年3月31日同時間播出第二季，名為《不可思議星球的雙胞胎公主Gyu!》。[19]
- 台灣：東森幼幼台，從2006年12月3日起，每個星期日下午18:30到19:00，於2007年11月18日播畢，2008年3月3日起，每週一至週五晚間7點開始重播，晚間10:30跟早上11:30。第二季於2009年9月18日起每週一至五17:00到17:30同樣於東森幼幼台播出，第39、40、45話為對應劇情標題而改於其他日期放送。在於2012年3月26日起下午17:00到18:00，改在中天綜合台播出，一次播出兩集。
- 韓國：Tooniverse，從2006年10月23日起，每個星期一至四下午20:30到21:00；後改為每星期一至二下午16:55到17:55。
- 中國：中國中央電視臺少兒頻道，更名為《神秘星球孿生公主》，從2007年3月27日起每天18:00，偽裝成國產動畫播出，標示的製作單位是「大連東方龍動畫發展有限公司」（HAL FILM MAKER 的母公司「株式會社TYO」出資31％的公司）；後來被人揭發是日本動畫，電視台在4月26日停播此動畫，當時只播到第一季第26集。[20]
- 香港：翡翠台（譯為《雙子公主》），從2007年7月17日起，每個星期一至五，從下午4:30-5:00於《放學ICU》節目內首播（DVD版本）。於2009年7月28日開始首播雙子公主（第二輯）（DVD版本），但時間改於下午3:45-4:15時段播出。

| 日本 東京電視台 星期六10:00節目 | 日本 東京電視台 星期六10:00節目                         | 日本 東京電視台 星期六10:00節目 |
| ------------------------------- | ------------------------------------------------------- | ------------------------------- |
|                                 | 不可思議星球的雙胞胎公主 （2005年4月2日-2006年3月25日） |                                 |
| KERORO軍曹                      | 不可思議星球的雙胞胎公主Gyu!                            |                                 |

| 台灣 東森幼幼台 星期一至五17:00節目（11月3日起延至17:30播出） | 台灣 東森幼幼台 星期一至五17:00節目（11月3日起延至17:30播出）   | 台灣 東森幼幼台 星期一至五17:00節目（11月3日起延至17:30播出） |
| ------------------------------------------------------------- | --------------------------------------------------------------- | ------------------------------------------------------------- |
|                                                               | 不可思議星球的雙胞胎公主 重播 （2008年10月20日-2008年12月29日） |                                                               |
| 可愛巧虎島 重播                                               | —                                                               |                                                               |
| 台灣 東森幼幼台 星期一至五10:00-10:30節目                     |                                                                 |                                                               |
| 可愛巧虎島 重播                                               | 不可思議星球的雙胞胎公主 重播 （2009年5月25日-2009年8月3日）    | 光之美少女Splash Star 重播                                    |
| 台灣 東森幼幼台 星期一至五17:00-17:30節目                     |                                                                 |                                                               |
| 戰龍四驅 重播                                                 | 不可思議星球的雙胞胎公主Gyu! （2009年9月18日-2009年11月25日）   | 童話槍手小紅帽 重播                                           |

| 香港 翡翠台 放學ICU星期一至五16:30－17:00節目 | 香港 翡翠台 放學ICU星期一至五16:30－17:00節目        | 香港 翡翠台 放學ICU星期一至五16:30－17:00節目 |
| --------------------------------------------- | ---------------------------------------------------- | --------------------------------------------- |
|                                               | 雙子公主 （第一輯） （2007年7月17日－2007年9月25日） |                                               |
| 魔界女王候補生                                | 動物橫町                                             |                                               |
| 香港 翡翠台 星期一至五15:45－16:15節目        |                                                      |                                               |
| 奇幻冒險                                      | 雙子公主 （第二輯） （2009年7月28日－2009年10月7日） | 大長今（第一輯）                              |
| 香港 翡翠台 星期一至五15:50－16:20節目        |                                                      |                                               |
| 哈姆太郎                                      | 雙子公主 （2011年5月10日－2011年7月22日）            | 奇幻魔法MelodyIII                             |

| 台灣 [MOD MYKIDS] 星期一至五16:30節目 | 台灣 [MOD MYKIDS] 星期一至五16:30節目 | 台灣 [MOD MYKIDS] 星期一至五16:30節目 |
| ------------------------------------- | ------------------------------------- | ------------------------------------- |
|                                       | 不可思議星球的雙胞胎公主GYU           |                                       |
| 彩虹小馬                              | 機動戰士鋼彈AGE                       |                                       |

## DVD
DVD由萬代影視發行，由2005年9月23日至2006年9月22日公開發售。
| Vol    | 發售日         | 收錄集數        |
| ------ | -------------- | --------------- |
| VOL.1  | 2005年9月23日  | 第1話 - 第4話   |
| VOL.2  | 2005年10月28日 | 第5話 - 第8話   |
| VOL.3  | 2005年11月25日 | 第9話 - 第12話  |
| VOL.4  | 2005年12月23日 | 第13話 - 第16話 |
| VOL.5  | 2006年1月27日  | 第17話 - 第20話 |
| VOL.6  | 2006年2月24日  | 第21話 - 第24話 |
| VOL.7  | 2006年3月24日  | 第25話 - 第28話 |
| VOL.8  | 2006年4月26日  | 第29話 - 第32話 |
| VOL.9  | 2006年5月26日  | 第33話 - 第36話 |
| VOL.10 | 2006年6月23日  | 第37話 - 第40話 |
| VOL.11 | 2006年7月28日  | 第41話 - 第44話 |
| VOL.12 | 2006年8月25日  | 第45話 - 第48話 |
| VOL.13 | 2006年9月22日  | 第49話 - 第51話 |

## 漫畫
由阿南滿雪執筆，劇情完全由阿南滿雪原創，故內容與原作動畫有許多出入。於2005年3月號至2006年1月號在是小學館發行的少女漫畫雜誌《Ciao》上連載，兩本漫畫單行本於2005年11月29日至2006年3月1日發售。
1. 2005年11月29日初版發行 ISBN 4-09-130269-6
2. 2006年3月1日初版發行 ISBN 4-09-130303-X

在這裡有個誤區，很多人誤以為是阿南滿雪的漫畫為原作，實際上是動畫《不可思議星球的雙胞胎公主》的media mix同名作品，動畫原案為birthday株式公社。漫畫只是動畫《雙子星公主》企劃的項目之一，目的是為動畫造勢，起宣傳作用，即media mix，除去部分人物以及背景是株式會社Birthday的產物，阿南滿雪在創作時也借用了動畫原創的角色人民，物品建設等等，在此基礎上才進行了漫畫創作。
作品版權歸屬：birthday株式公社，漫畫屬於衍生作品。
關於メディアミックス=media mix，media mix是一種依賴原作的產物，而media mix是一種商業化營銷手段。原案BIRTHDAY並沒有在最初在設置雙子星公主網站時進行盈利操作自然不產生商業利益，而動畫化才將雙子星公主推向商業。所以漫畫是屬於動畫的Media Mix與之後TV TOKYO出版的繪本以及DVD\BD屬於同一周邊宣傳產品。
漫畫連載是先行於動畫播出的（當然這不代表漫畫即原作，可以參考來自無風之明日，同樣是漫畫非原作先行於動畫），作為關聯產物卻進行了大量原創故事的創作，使得作品從連載之初就和原作氛圍發生偏差，最終導致作品故事在展開的時候，劇情展開和人物性格等和原作脫離。

## 相關書籍
- アニメ超ひゃっか ふしぎ星の☆ふたご姫 ひみつじてん（2005年 小學館 ISBN 4-09-750614-5）
- ふしぎ星の☆ふたご姫 キャラクターディテールブック（2005年 ジャイブ ISBN 4-86176-246-4）
- ふしぎ星の☆ふたご姫 キャラクターディテールブック2（2006年 ジャイブ ISBN 4-86176-340-1）

## 爭議
因2006年中國大陸廣電總局出臺相關規定，禁止在17:00時至20:00時之間的黃金時段內播放境外動畫，大連東方龍動畫發展有限公司（動畫制作公司HAL FILM MAKER 的母公司株式会社TYO在中國大陸的子公司）将该动画更名為《神秘星球孿生公主》並配上中國人名製作名單，偽裝成國產動畫以便在黃金時段播出，一度被誤解是中國大陸國產動畫照搬抄襲熱播日本動畫。
據有關媒體報道，該動畫片是大連東方龍動畫發展有限公司在2005年初，投資3500萬元制作的兩部系列動畫片之一。
該動畫從2007年3月27日起每天18:00于中國中央電視臺少兒頻道以國產動畫的名義播出，後來被人揭發是日本動畫，電視台在4月26日停播此動畫。

## 影響
- 2006年，《Keroro軍曹》動畫第152話，在即將進入發表第一名的時候，剛好有插播新聞，而那些外星人說：「那這樣倒不如回去看不可思議星球的三胞胎公主好了」，惡搞《雙子公主》。
- 2008年，中國大陸推出的《巴啦啦小魔仙》被指抄襲《雙子公主》，兩者人物設置、顏色配搭、性格、變身及舞步均十分相似[24]，《巴啦啦小魔仙》第二部的魔法棒的造型，明顯地很像《雙子公主》第一部。[25]

## 外部連結
- 不可思議星球的雙胞胎公主官方網站 （页面存档备份，存于）（日語）
- 東京電視台 （页面存档备份，存于）（日語）
- My-cartoon（台灣） （页面存档备份，存于）（繁體中文）
- NAS（日語）